# 보이저 1호
보이저 1호(영어: Voyager 1)는 1977년 9월 5일 미국 항공우주국(NASA)이 태양권 너머 성간 공간과 태양계 외부를 탐사하기 위한 보이저 계획의 일환으로 발사한 무인 탐사선이다. 쌍둥이 탐사선인 보이저 2호의 발사 16일 후에 발사되었다. 보이저 1호는 NASA 심우주 통신망을 통해 통신하여 일상적인 명령을 받고 지구로 데이터를 전송한다. NASA와 제트 추진 연구소(JPL)에서 실시간 거리 및 속도 데이터를 제공한다. 2025년 5월 기준 지구로부터 166.27 천문단위 (24.9×109 km) 떨어져 있으며 지구에서 가장 멀리 떨어져 있는 인간이 만든 물체로 기록되어 있다. 보이저 1호는 목성, 토성, 토성의 가장 큰 위성인 타이탄을 플라이바이해 지나갔다. NASA는 명왕성과 타이탄 둘 중 하나로 플라이바이해 지나서 갈지 선택할 수 있었으며, 당시 타이탄은 많은 대기층을 가지고 있다고 알려져 있었기 때문에 타이탄에 우선순위를 더 높여 선택했다. 보이저 1호는 목성과 토성 2개 거대 가스행성의 날씨, 자기장, 고리 등을 연구했으며 행성의 위성을 사상 최초로 세밀하게 촬영했다.
보이저 계획에 따라 자매선인 보이저 2호와 마찬가지로 태양권 외부 영역과 경계를 연구하고 성간매질을 탐사하는 확장 임무도 이어받았다. 보이저 1호는 2012년 8월 25일 태양권 계면을 넘어 최초로 성간 공간에 진입한 우주선으로 기록되었다. 2년 후 보이저 1호는 세 번째로 태양으로부터 나온 코로나 질량 방출을 맞기 시작했으며 최소한 2014년 12월 15일까지 계속되었다. 이는 보이저 1호 탐사선이 성간 공간에 있다는 사실을 더욱 확인시켰다.
2017년 보이저 팀은 1980년 이후 처음으로 우주선의 궤도 수정 기동(TCM) 추진기를 성공적으로 운영해 임무가 최소 2~3년 이상 연장되었다. 보이저 1호의 확장 임무는 최소 2025년까지 과학적인 데이터를 계속 보내올 것으로 예상되며, 최대 수명은 약 2030년으로 예상된다. 보이저 호에 실린 방사성동위원소 열전기 발전기는 약 2036년까지 공학적인 데이터를 보낼 수 있을 정도로 충분한 전력을 공급할 수 있다고 추정된다.

## 임무 배경

### 역사
1960년대 외행성을 연구하기 위한 행성 대탐사 계획 제안으로 NASA는 1970년대 초 임무를 수행하기 시작했다. 이전에 발사되었던 탐사선인 파이어니어 10호가 수집한 정보에 따르면 목성 주변에는 매우 강력한 방사선이 방출됨이 확인되었으며, 이에 대응하기 위해 보이저 호가 더 강화되어 설계되었다. 하지만 발사 직전에는 방사선 차폐 효율을 높이기 위해 특정한 케이블에 주방용 알루미늄박을 둘둘 감는 식으로 대응했다.
처음 보이저 1호는 매리너 계획의 후속 계획인 "매리너 11호"라는 이름이 붙여졌다. 하지만 예산 삭감으로 임무는 목성과 토성의 플라이바이 비행으로 축소되었도 "매리너 목성-토성 탐사선"으로 이름이 바뀌었다. 이후 탐사선 설계 방향이 매리너 임무와 크게 달라지기 시작하며 이름이 보이저로 바뀌었다.

### 우주선 설계

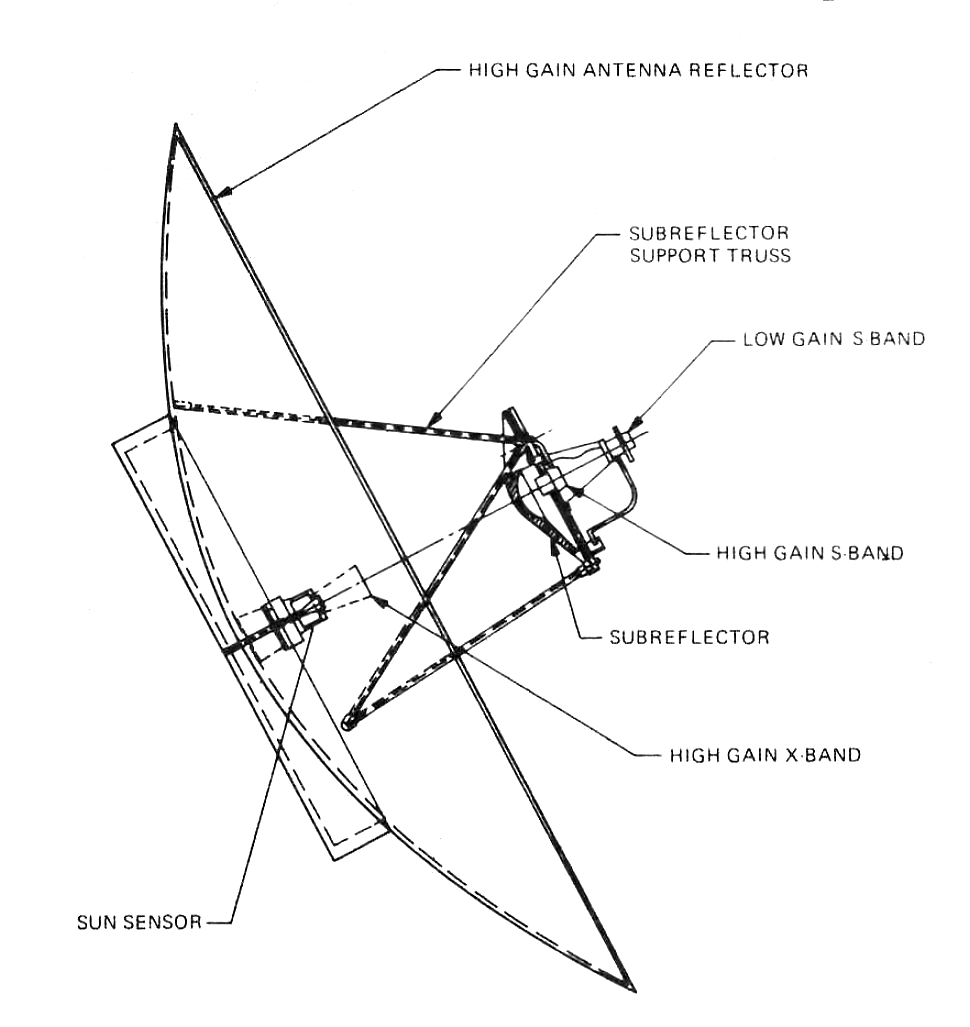
보이저 탐사선에 사용된 직경 3.7 m 고이득 지향성 안테나의 모습

보이저 1호는 제트추진연구소가 제작했다. 하이드라진 추진체 16기, 3축 안정화 자이로스코프, 탐사선의 전파 안테나가 계속 지구를 향하도록 유지하는 자세 제어 장비를 가지고 있다. 이 장비를 합쳐 자세 및 각도 제어 하위체계(AACS)라 부르며 주 기기와 함께 예비 추진기 8기도 같이 포함된다. 탐사선 내에는 우주를 여행하던 도중 행성 등을 마주쳤을 때 연구할 수 있는 11개 과학 연구 장비도 갖춰져 있다.

#### 통신 체계
보이저 1호에 달린 통신 체계는 태양계의 경계를 넘어서까지 사용할 수 있도록 설계되었다. 보이저 호에 달려 있는 지름 3.7 m의 고이득 지향성 카세그레인 안테나를 통해 지구에 있는 3곳의 심우주 통신망과 전파를 송수신할 수 있다. 탐사선은 보통 2.3 GHz 또는 8.4 GHz 주파수로 심우주 통신망 18번 채널을 통해 지구로 데이터를 보내며, 지구에서 보이저 호를 향해서는 2.1 GHz 전파를 통해서만 신호를 보낸다.
보이저 호가 지구와 통신할 수 없을 땐 디지털 테이프 레코더(DTR)이 나중에 송신할 때를 대비해 최대 67 kB의 데이터를 기록할 수 있다. 2025년 기준 보이저 1호의 신호는 지구까지 도달하는 데 약 23시간이 걸린다.

#### 전력
보이저 1호에는 대에 장착된 방사성동위원소 열전기 발전기(RTG) 3개가 전력을 공급했다. 각 MHW-RTG는 압착된 플루토늄-238 산화 구체 24개가 들어 있다. RTG는 제조 당시 약 470 W의 전력을 생산했으며 나머지는 폐열로 소모되었다. RTG의 출력은 연료의 반감기 87.7년과 열전대의 열화로 시간이 지나면서 점점 감소하며, 2025년까지 기기 작동이 가능할 정도의 전력을 공급한다.

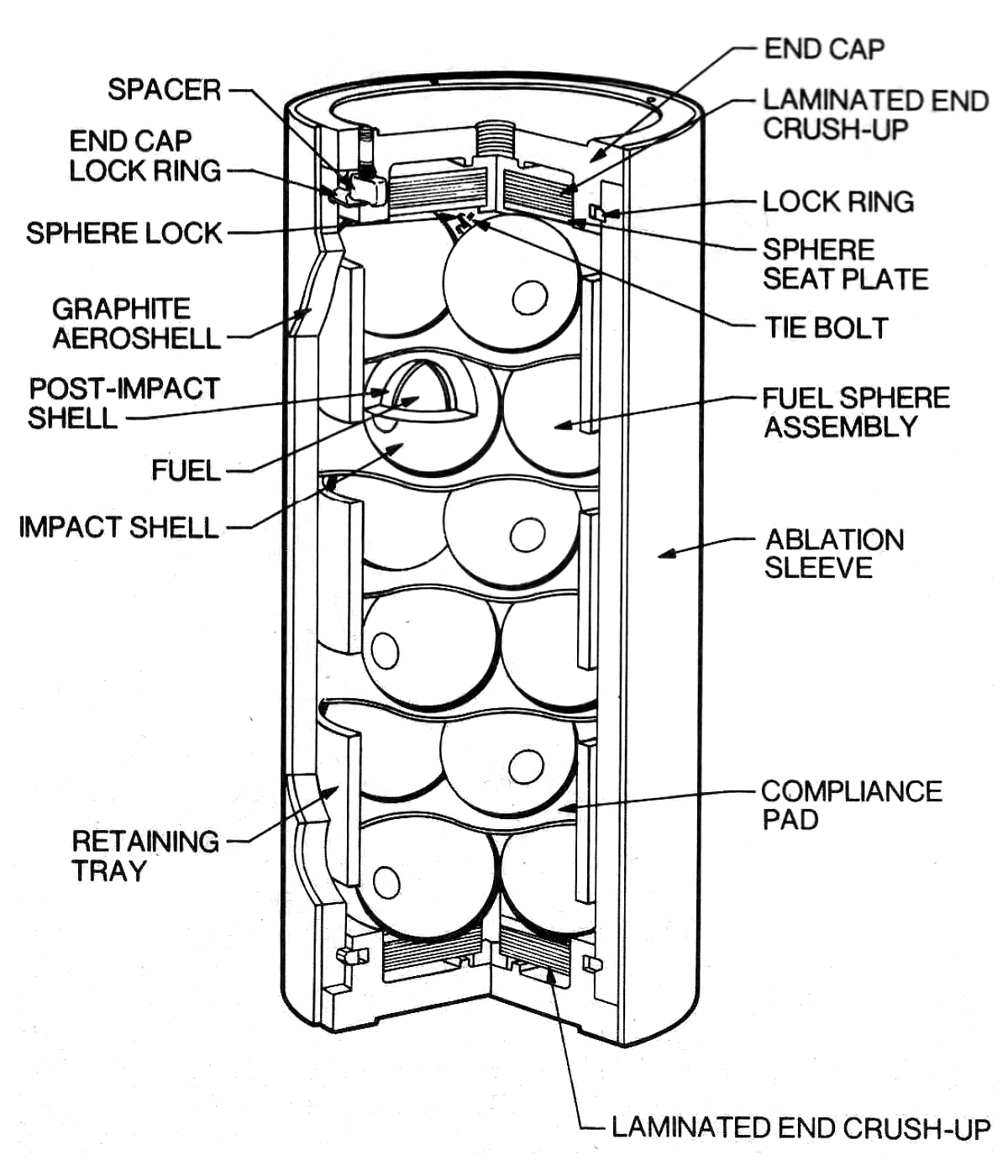
RTG의 연료가 채워져 있는 통의 모습. 가운데 들어있는 구가 플루토늄-238 산화 구체이다.
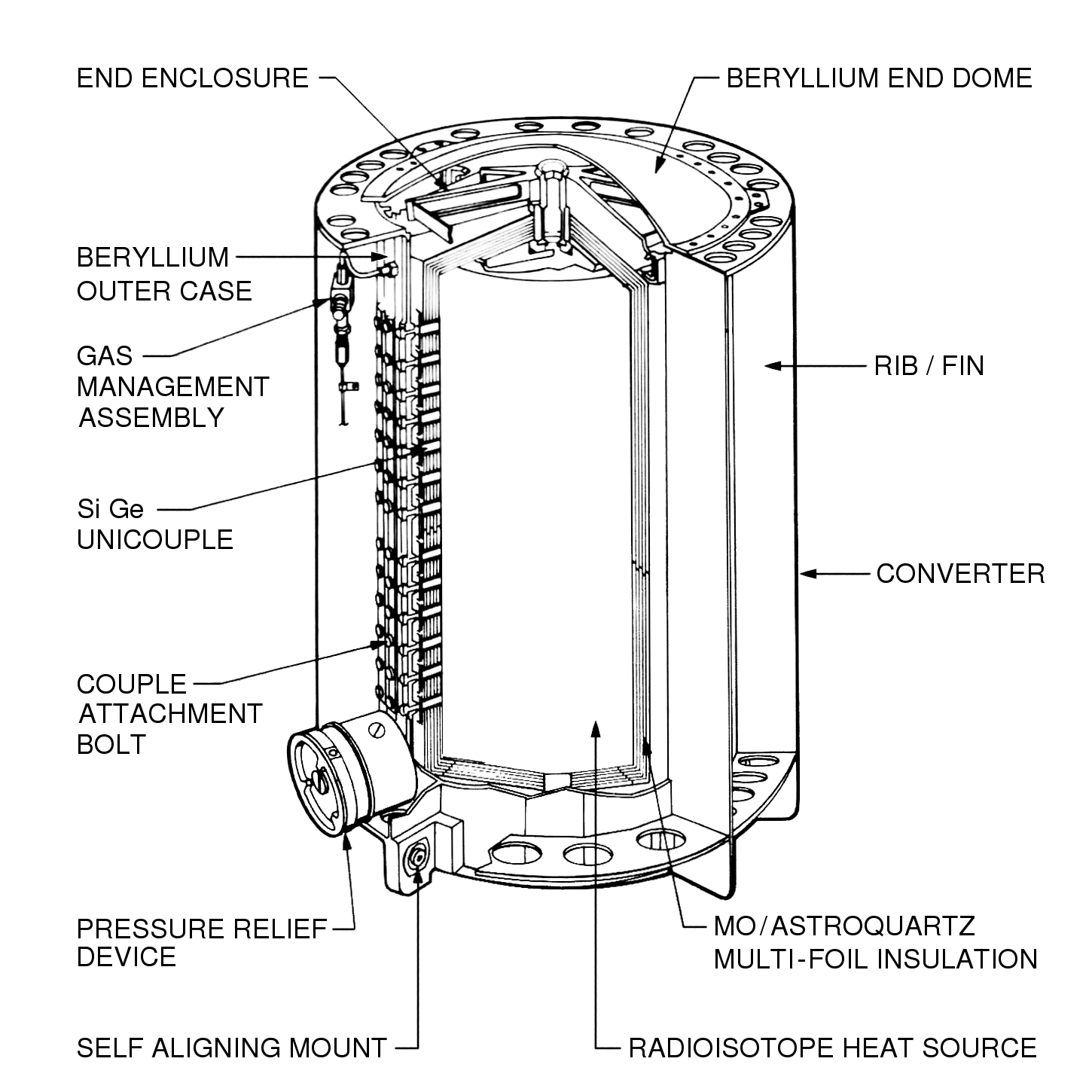
RTG의 셸의 모습. 규소-저마늄 열전대가 전력을 공급한다.
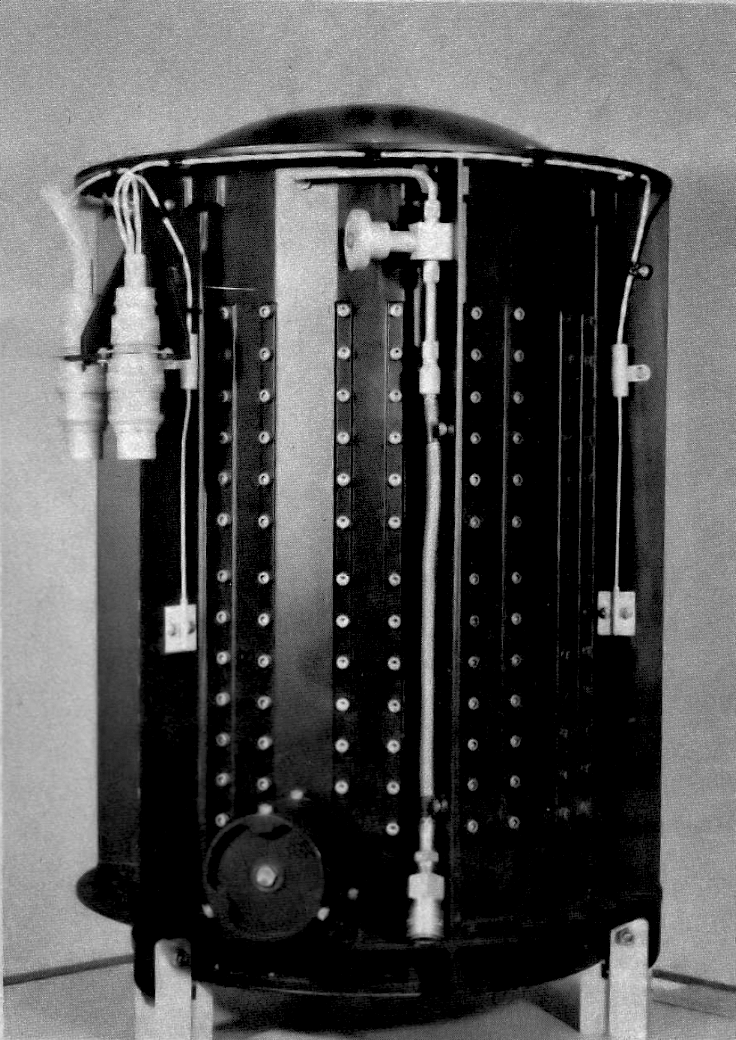
RTG 모형의 모습

#### 컴퓨터
보이저 호의 다른 기기와는 달리 가시광선 카메라의 작동은 독립적이지 않고 디지털 컴퓨터 중 하나인 비행 데이터 하위체계(FDS) 안에 있는 이미징 매개변수 테이블로 제어된다. 1990년대 이후부턴 대부분의 우주 탐사선에 완전한 자율 작동 카메라가 달려 있다.
컴퓨터 지휘 하위체계(CCS)가 카메라를 제어한다. CCS 안에는 명령 디코더, 문제 감지 및 수정 루틴, 안테나 방향 루틴, 우주선 프로그램 순서 루틴 등 미리 코딩된 컴퓨터 프로그램이 들어 있다. 이 컴퓨터는 1970년대 바이킹 계획에서 사용되었던 컴퓨터의 개선판이다.
자세 및 각도 제어 하위체계(AACS)는 우주선의 자세를 제어한다. 고이득 안테나가 지구를 향하도록 유지하고, 자세 변화를 제어하며 스캔 기기를 조정한다. 두 보이저 호에 달린 맞춤형 AACS는 동일하다.

#### 과학 기기
| 협각 카메라 | 협각 카메라 | 협각 카메라 | 협각 카메라 |
| 이름        | 파장        | 스펙트럼    | 민감도      |
| ----------- | ----------- | ----------- | ----------- |
| 0 – Clear   | 280–640 nm  |             |             |
| 4 – Clear   | 280–640 nm  |             |             |
| 7 – UV      | 280–370 nm  |             |             |
| 1 – Violet  | 350–450 nm  |             |             |
| 2 – Blue    | 430–530 nm  |             |             |
| 5 – Green   | 530–640 nm  |             |             |
| 6 – Green   | 530–640 nm  |             |             |
| 3 – Orange  | 590–640 nm  |             |             |

| 광각 카메라 | 광각 카메라 | 광각 카메라 | 광각 카메라 |
| 이름        | 파장        | 스펙트럼    | 민감도      |
| ----------- | ----------- | ----------- | ----------- |
| 2 – Clear   | 280–640 nm  |             |             |
| 3 – Violet  | 350–450 nm  |             |             |
| 1 – Blue    | 430–530 nm  |             |             |
| 6 – CH4-U   | 536–546 nm  |             |             |
| 5 – Green   | 530–640 nm  |             |             |
| 4 – Na-D    | 588–590 nm  |             |             |
| 7 – Orange  | 590–640 nm  |             |             |
| 0 – CH4-JST | 614–624 nm  |             |             |

| 협각 카메라 | 협각 카메라 | 협각 카메라 | 협각 카메라 |
| 이름        | 파장        | 스펙트럼    | 민감도      |
| ----------- | ----------- | ----------- | ----------- |
| 0 – Clear   | 280–640 nm  |             |             |
| 4 – Clear   | 280–640 nm  |             |             |
| 7 – UV      | 280–370 nm  |             |             |
| 1 – Violet  | 350–450 nm  |             |             |
| 2 – Blue    | 430–530 nm  |             |             |
| 5 – Green   | 530–640 nm  |             |             |
| 6 – Green   | 530–640 nm  |             |             |
| 3 – Orange  | 590–640 nm  |             |             |

| 광각 카메라 | 광각 카메라 | 광각 카메라 | 광각 카메라 |
| 이름        | 파장        | 스펙트럼    | 민감도      |
| ----------- | ----------- | ----------- | ----------- |
| 2 – Clear   | 280–640 nm  |             |             |
| 3 – Violet  | 350–450 nm  |             |             |
| 1 – Blue    | 430–530 nm  |             |             |
| 6 – CH4-U   | 536–546 nm  |             |             |
| 5 – Green   | 530–640 nm  |             |             |
| 4 – Na-D    | 588–590 nm  |             |             |
| 7 – Orange  | 590–640 nm  |             |             |
| 0 – CH4-JST | 614–624 nm  |             |             |

탐사선 사진
- 1976년 3월 12일 JPL의 우주 시뮬레이터 챔버 안에 있는 보이저 1호의 시험증명모델 모습
- 보이저 1호 옆면에 보이저 금제 음반을 다는 모습
- NASA JPL 국장인 에드워드 C. 스톤이 보이저 탐사선 모델 앞에 서 있는 모습
- 보이저 1호의 각 과학 기기가 장착된 곳을 그린 그림

 위키미디어 공용에 보이저 탐사선 관련 미디어 자료가 있습니다.

## 임무 과정

### 임무 연표
| 지구에서 바라본 보이저 1호의 궤적 모습. 1981년 토성 탐사 이후 황도에서 벗어나 현재는 땅꾼자리를 향해 비행하고 있다. |

| 날짜       | 사건                                                            |
| ---------- | --------------------------------------------------------------- |
| 1977-09-05 | 12:56:00 UTC에 우주선을 발사하다.                               |
| 1977-12-10 | 소행성대에 진입한다.                                            |
| 1977-12-19 | 보이저 1호가 보이저 2호를 추월하다. (다이어그램 참조)           |
| 1978-09-08 | 소행성대를 탈출하다.                                            |
| 1979-01-06 | 목성 관측 단계가 시작되었다.                                    |
| 1979-03-05 | 목성계에 진입하기 시작하다.                                     |
| 006:54     | 아말테아를 420,200 km 거리를 두고 접근 통과하다.                |
| 012:05:26  | 목성을 질량 중심 기준 348,890 km 거리를 두고 최근접해 지나가다. |
| 015:14     | 이로를 20,570 km 거리를 두고 접근 통과하다.                     |
| 018:19     | 유로파를 733,760 km 거리를 두고 접근 통과하다.                  |
| 1979-03-06 |                                                                 |
| 002:15     | 가니메데를 114,710 km 거리를 두고 접근 통과하다.                |
| 017:08     | 칼리스토를 126,400 km 거리를 두고 접근 통과하다.                |
| 1979-04-13 | 목성 관측기 종료                                                |
| 1980-08-22 | 토성 관측 단계가 시작되었다.                                    |
| 1980-11-12 | 토성계에 진입하기 시작하다.                                     |
| 005:41:21  | 타이탄을 6,490 km 거리를 두고 접근 통과하다.                    |
| 022:16:32  | 테티스를 415,670 km 거리를 두고 접근 통과하다.                  |
| 023:46:30  | 토성을 질량 중심 기준 184,300 km 거리를 두고 최근접해 지나가다. |
| 1980-11-13 |                                                                 |
| 001:43:12  | 미마스를 88,440 km 거리를 두고 접근 통과하다.                   |
| 001:51:16  | 엔셀라두스를 202,040 km 거리를 두고 접근 통과하다.              |
| 006:21:53  | 레아를 73,980 km 거리를 두고 접근 통과하다.                     |
| 016:44:41  | 히페리온을 880,440 km 거리를 두고 접근 통과하다.                |
| 1980-11-14 | 토성 관측기 종료                                                |
| 1980-11-14 | 확장 임무가 시작되었다.                                         |

| 확장 임무  | 확장 임무 |
| ---------- | --- |
| 1990-02-14 | 보이저 1호가 보이저 계획에서 마지막으로 촬영한 사진인 〈가족 사진〉을 촬영하다. |
| 1998-02-17 | 보이저 1호가 당시 태양에서 가장 멀리 떨어져 있던 파이어니어 10호를 태양 기준 69.419 AU 지점에서 추월하다. 보이저 1호는 파이어니어 10호보다 1년에 1 AU 이상 빠른 속도로 더 빨리 태양으로부터 멀어지고 있다. |
| 2004-12-17 | 94 AU 떨어진 지점에서 말단충격을 통과해 태양권덮개에 진입하다. |
| 2007-02-02 | 플라스마 하위 체계의 작동이 중단되다. |
| 2007-04-11 | 플라스마 하위 체계 히터가 중단되다. |
| 2008-01-16 | 행성 전파 천문 조사 체계 기기의 작동이 중단되다. |
| 2012-08-25 | 121 AU 떨어진 지점에서 태양권계면을 통과해 성간공간에 진입하다. |
| 2014-07-07 | 성간공간 진입을 재확인하다. |
| 2016-04-19 | 자외선 분광계의 작동이 중단되다. |
| 2017-11-28 | 1980년 11월 이후 처음으로 궤도 수정 기동(TCM) 추진기를 테스트하다. |
| 2023-11-14 | 내장 컴퓨터의 문제로 사용 가능한 데이터를 지구로 전송할 수 없자 엔지니어단이 수정 계획을 세우고 개발을 시작했다.                                                                                           |
| 2024-04-22 | 엔지니어들이 FDS의 고장난 메모리 칩에서 코드를 이동해 탐사선과의 통신 재연결에 성공했다. |
| 2025-02-25 | 우주선 체계의 작동을 정지했다. |

### 발사와 궤적

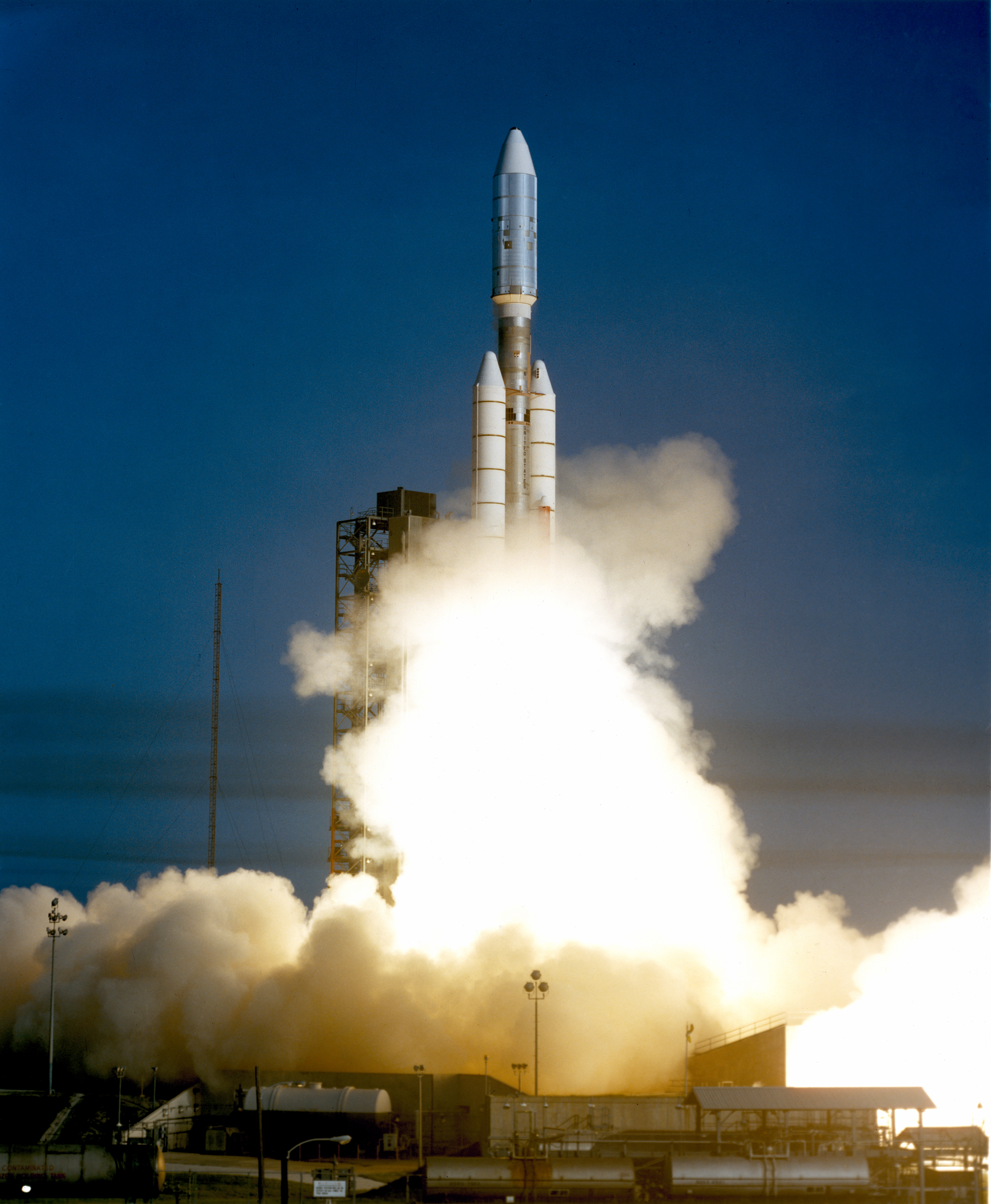
타이탄 IIIE 로켓으로 발사되는 보이저 1호의 모습

1977년 9월부터 1981년 12월 31일까지 보이저 1호의 궤적 모습
보이저 1호·
지구·
목성·
토성·
태양

보이저 1호 탐사선은 1977년 9월 5일 케이프커내버럴 제41우주발사단지에서 타이탄 IIIE 발사체에 실려 발사되었다. 보이저 2호는 이보다 2주 전인 1977년 8월 20일 발사되었다. 보이저 1호가 더 늦게 발사되었지만 더 짧은 궤도를 따라 목성과 토성에 2호보다 더 먼저 도착했다.
보이저 1호의 발사는 타이탄의 LR-91 2차 연소가 조기 종료되어 540 kg의 추진체가 연소되지 않아 발사에 실패할 뻔했다. 이 문제를 인지한 센타우르 단의 내장 컴퓨터가 추력 부족을 보완하기 위해 계획보다 훨씬 길게 추진체 연소를 명령했다. 센타우르 로켓은 자체 연소 과정을 더 길게 끌어 보이저 1호가 발사되는데 필요한 추가 속도를 주었다. 연소 차단 시점에 센타우르 로켓은 추진체 고갈까지 단 3.4초를 남겼다. 수 주 전 보이저 2호 발사 당시 동일한 오류가 발생했었다면 센타우르 로켓이 탐사선을 충분한 고도까지 올리기 전에 추진체가 고갈되었을 것이라 추정한다. 발사 당시 목성은 보이저 2호 발사 당시보다 보이저 1호가 발사될 때 지구에서 도달하기 더 좋은 각도에 있었다.
보이저 1호의 초기 궤도는 토성의 궤도 거리인 9.5 천문단위 (14.2×108 km)에 약간 못 미치는 8.9 천문단위 (13.3×108 km)의 원일점 거리를 가졌다. 보이저 2호의 원일점 거리도 토성의 궤도 거리보다 짧은  6.2 천문단위 (9.3×108 km)였다.

### 목성 탐사

목성 인근을 비행한 보이저 1호의 궤적 애니메이션
보이저 1호·
목성·
이오·
유로파·
가니메데·
칼리스토

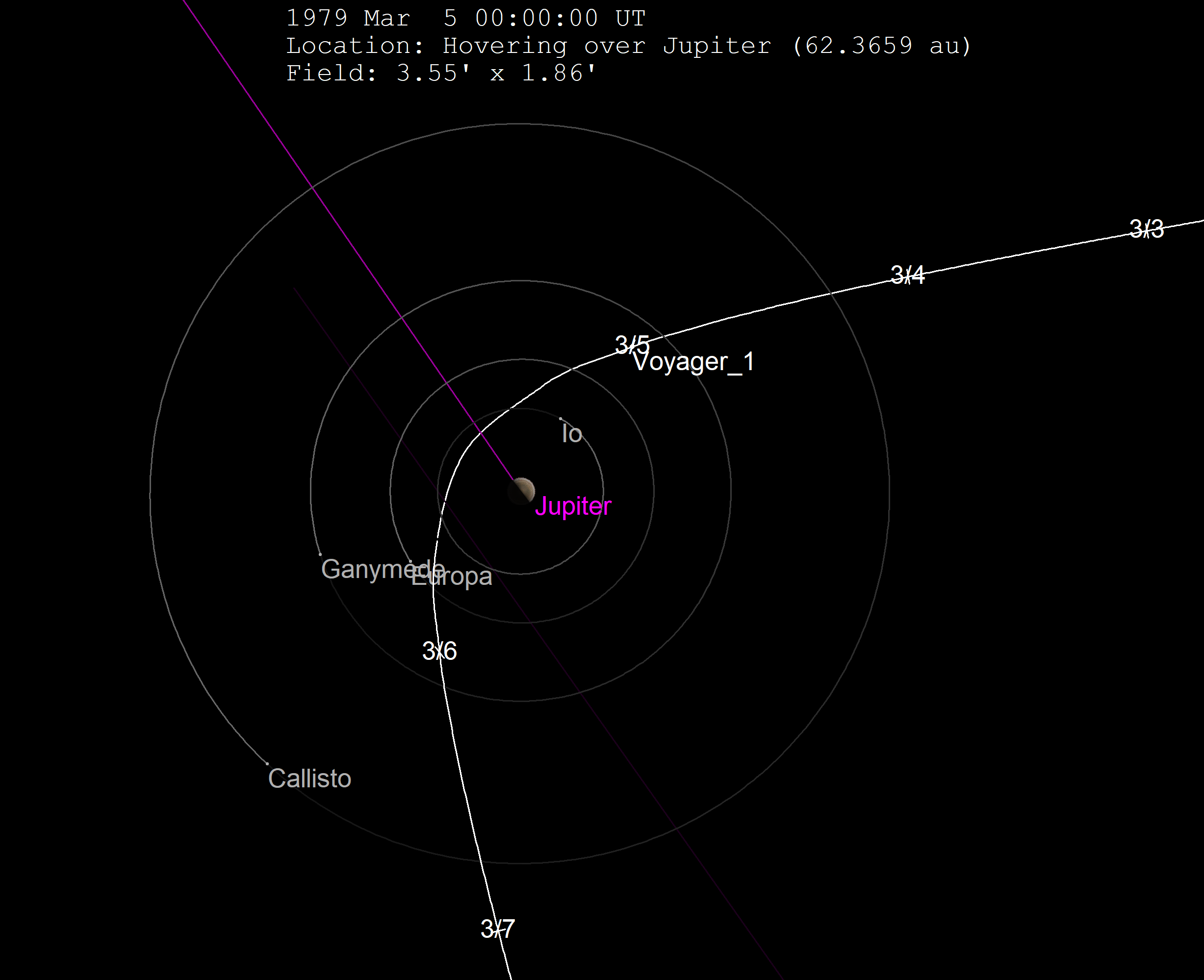
목성계를 지나는 보이저 1호의 궤도 지도

보이저 1호는 1979년 1월 목성을 촬영하며 관측하기 시작했다. 목성에 가장 근접한 때는 1979년 3월 5일로 목성 행성의 중심으로부터 349,000 킬로미터 (217,000 mi) 떨어진 지점을 스쳐 지나갔다. 목성에 근접 접근하며 사진의 해상도가 점점 높아져 목성계의 각 위성, 고리, 자기장 및 밴 앨런대의 정밀 관측은 대부분 근접 접근 중 목성과 가장 가까웠던 48시간동안 이루어졌다. 보이저 1호는 1979년 4월 목성계 촬영을 마쳤다.
보이저 1호의 목성계 관측으로 밝혀진 가장 놀라운 사실은 이오의 화산 활동이 진행중이라는 사실이다. 지구 외에 태양계 내 다른 천체에서 활화산 활동이 관측된 것은 이 때가 처음이다. 이오의 활동은 목성계 전체에 영향을 미치고 있다고 보여진다. 이오는 목성의 강력한 자기장의 영향을 받는 "목성 자기권"에 퍼져 있는 물질을 통해 형성된 위성이라고 추정된다. 이오의 화산에서 분출되어 고에너지 입자와의 충격으로 표면에서 떨어져 나왔다고 추정되는 황, 산소, 소듐이 목성의 자기권 가장자리에서 발견되었다.
보이저 탐사선 두 대는 목성과 그 위성, 방사선대 및 이전에 관측되지 않았던 목성의 고리에 관한 사실을 발견했다.
- 목성으로 접근하는 과정을 담은 보이저 1호의 타임랩스 동영상 (전체 비디오)

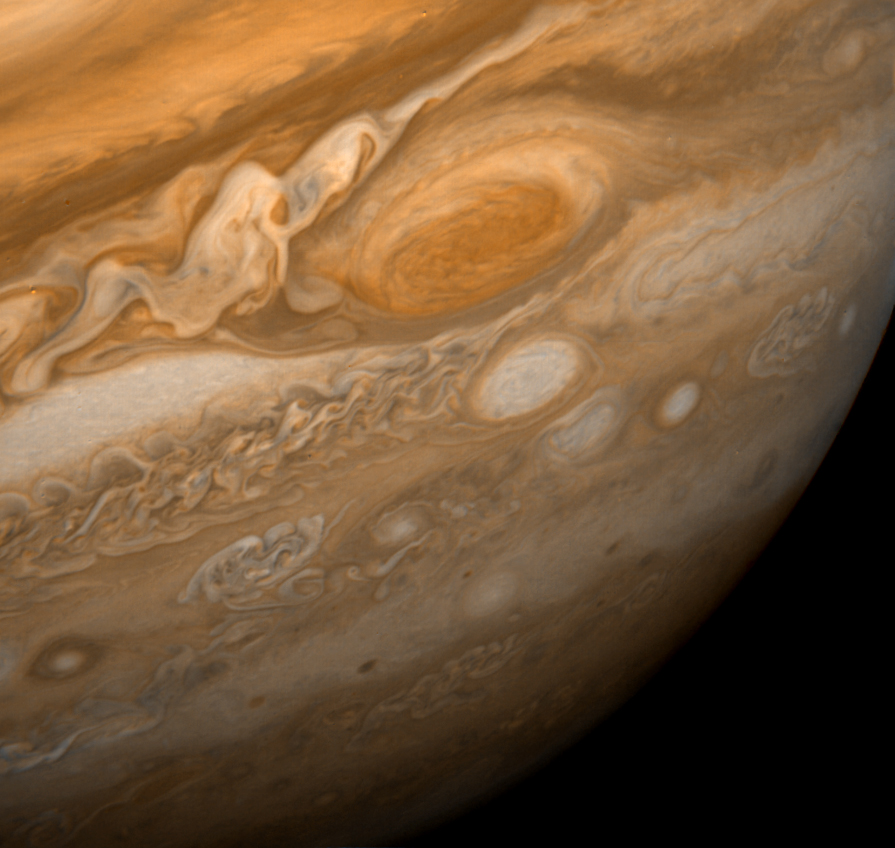
보이저 1호가 목성 관측 중 발견한 지구보다 훨씬 큰 크기의 대적점
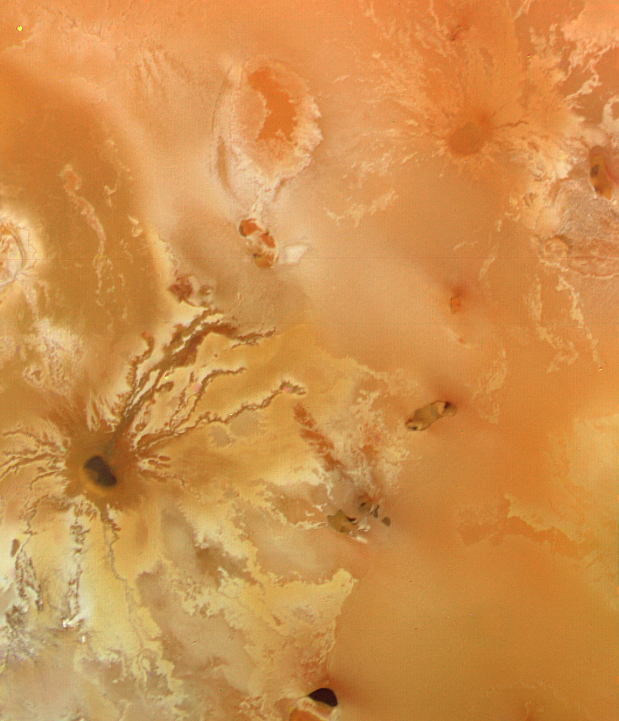
이오의 라 파테라 화산에서 발생한 유황류의 모습
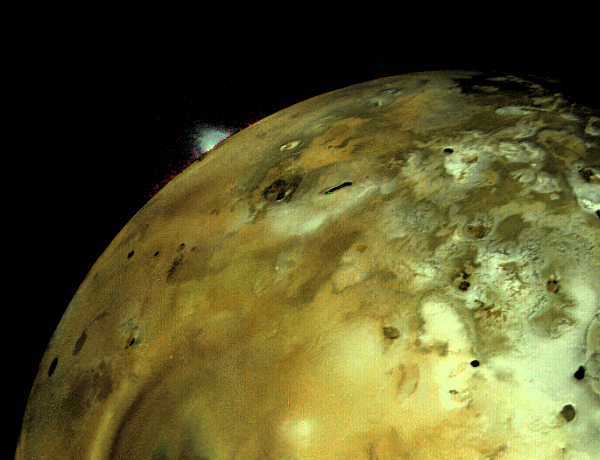
로키 파테라 화산의 분화연이 이오 고도 160 km 이상 치솟는 모습
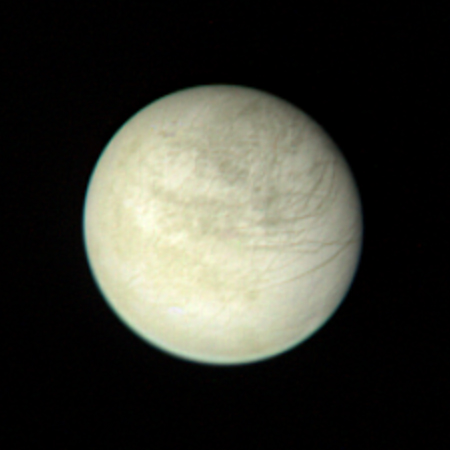
약 280만 km 떨어진 지점에서 바라본 유로파의 모습. 지질 활동이 진행중이라는 근거인 선형이지만 충돌구가 없는 매끈한 표면이 보인다.
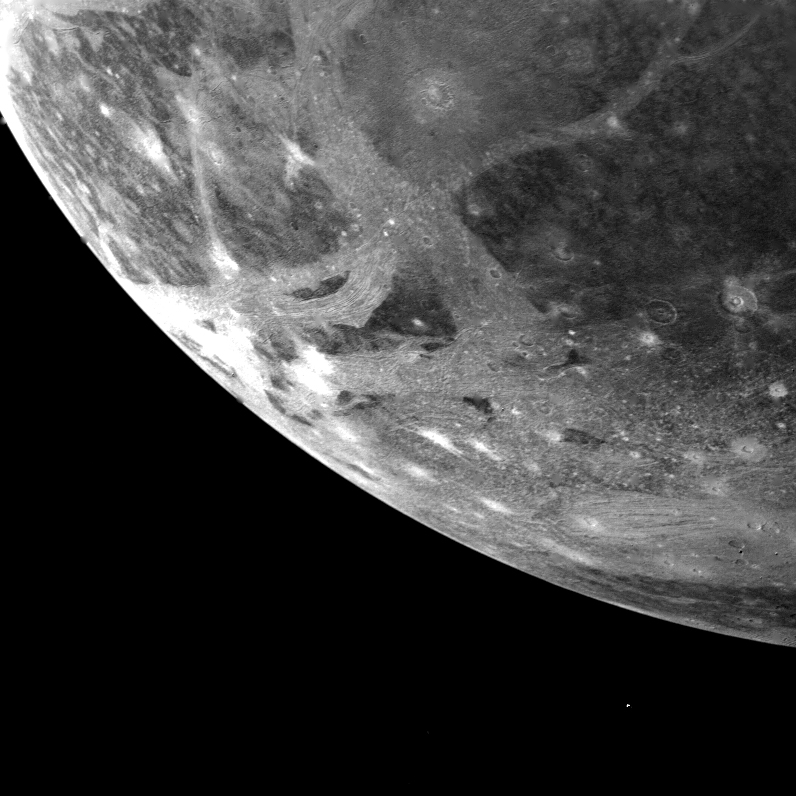
253,000 km 떨어진 상공에서 촬영한 가니메데의 모습. 표면이 울퉁불퉁하며 밝은 곳이 충돌구이다.

### 토성 탐사

토성계를 비행하는 보이저 1호의 궤적 애니메이션
보이저 1호·
토성·
미마스·
엔셀라두스·
테티스·
레아·
타이탄

보이저 2개 탐사선이 목성의 중력 보조를 통한 궤도 비행이 성공하면서 두 탐사선은 곧바로 토성을 향해가 그 위성 및 고리를 탐사했다. 보이저 1호는 1980년 11월에 토성계에 진입해 1980년 11월 12일 탐사선이 토성의 구름 꼭대기에서 124,000 km 떨어진 지점을 지나며 토성에 최근접했다. 우주 탐사선의 카메라는 토성의 고리에서 복잡한 구조를 감지했으며 원격탐사 장비는 토성과 거대위성 타이탄의 대기를 연구했다.
보이저 1호는 토성 상층 대기권의 약 7%가 헬륨이며(목성 대기권의 경우 11%) 나머지는 거의 대부분이 수소임을 밝혀냈다. 그 전까진 토성의 내부 헬륨 함량이 태양의 헬륨 함량과 동일할 것이라 예상했기 때문에 상층 대기의 헬륨 함량이 낮단 것은 무거운 헬륨이 토성의 수소를 밀어내고 서서히 가라앉고 있단 의미이며 이는 토성이 태양으로부터 받는 에너지보다 더 많은 열을 과도하게 방출하는 현상을 설명할 수 있다. 토성에 매우 빠른 바람이 부는 현상도 관측했다. 적도 인근에서 보이저 탐사선은 500 m/s로 부는 바람을 관측했다. 바람은 대부분 동쪽 방향으로 불었다.
보이저 호는 중위도권 대기에서 오로라와 같은 수소의 자외선 방출 현상을 발견했으며, 65도 이상 극지방에서는 오로라가 일어나는 걸 봤다. 강한 오로라 활동은 적도를 향해 이동하는 복잡한 탄화수소 생성 형성으로 이어질 수 있다. 지구에서 오로라를 일으키는 원인으로 알려진 전자와 이온 폭격은 주로 고위도에서 발생하기 때문에 햇빛이 비치는 지역에서만 발생하는 중위도 지방 오로라 현상은 여전히 그 원인이 밝혀져 있지 않다. 보이저 탐사선 2기는 모두 토성의 자전 시간(토성에서의 하루 길이)을 10시간 39분 24초로 측정했다.
보이저 1호의 토성계 임무 중에서는 오랫동안 대기가 존재한다고 알려진 토성의 가장 큰 위성 타이탄의 근접 비행 탐사도 있다. 1979년 파이어니어 11호가 촬영한 사진에 따르면 대기가 안정적이고 복잡해 관심이 더욱 높아졌다. 탐사선이 토성 인근에서 손상될 가능성을 막기 위해 토성계에 진입하자마자 바로 타이탄 근접비행이 이루어졌으며 지구와 태양에서 바라볼 때 타이탄 뒤를 6,400 km 거리를 두고 지나갔다. 보이저 호는 대기가 햇빛에 미치는 영향을 측정하고 탐사선의 전파 신호가 미치는 영향을 지구 기반과 비교해 측정하여 대기 구성, 밀도, 압력을 계산했다. 또한 탐사선의 궤적이 변하는 영향을 관찰해 타이탄의 질량도 측정했다.
타이탄 관측이 중요하다고 판단했기 때문에 보이저 1호의 궤도는 토성의 남극 아래쪽을 향해 황도면을 벗어나 행성과학 임무는 바로 종료하는 타이탄 근접비행에 최적화된 궤도로 설정되었다. 보이저 1호가 궤도 수정에 실패했거나 타이탄 관측이 불가능할 경우 보이저 2호의 궤도가 타이탄 근접비행을 하도록 궤도를 변경할 예정이었으며,:94 이 때문에 천왕성과 해왕성 방문은 불가능해질 것이었다. 보이저 1호가 발사된 궤도는 천왕성과 해왕성을 향해 계속 가기는 불가능했기 때문에:155 타이탄으로 비행이 불가능할 경우 토성에서 곧바로 명왕성을 향해 날아가 1986년 명왕성을 탐사할 예정이었다.

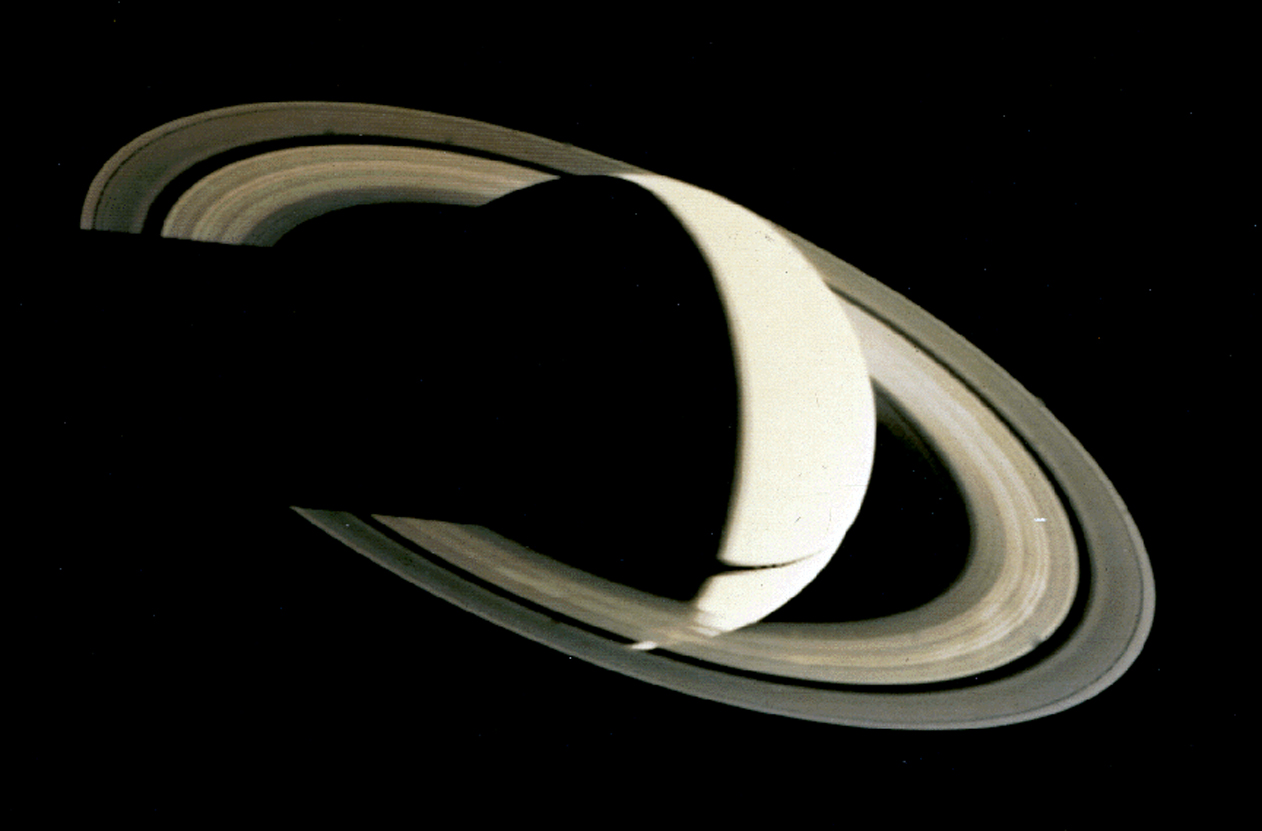
530만 km 상공에서 바라본 초승달 모양 토성의 모습. 최근접 4일 후 촬영했다.
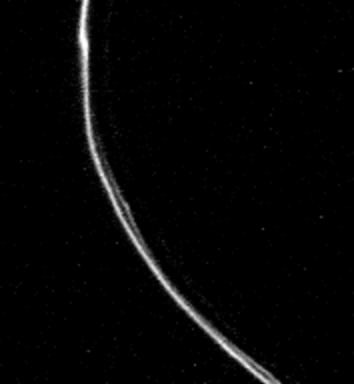
보이저 1호가 촬영한 토성의 고리 중 얇고 뒤틀린 모양의 F 고리 모습
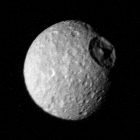
보이저 1호가 425,000 km 거리에서 촬영한 미마스의 모습. 오른쪽 위 매우 큰 충돌구는 허셜 충돌구이다.
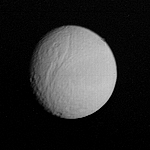
보이저 1호가 120만 km 거리에서 촬영한 테티스의 모습. 가운데에 남북을 가로지르는 거대한 지구대인 이타카 카스마가 보인다.
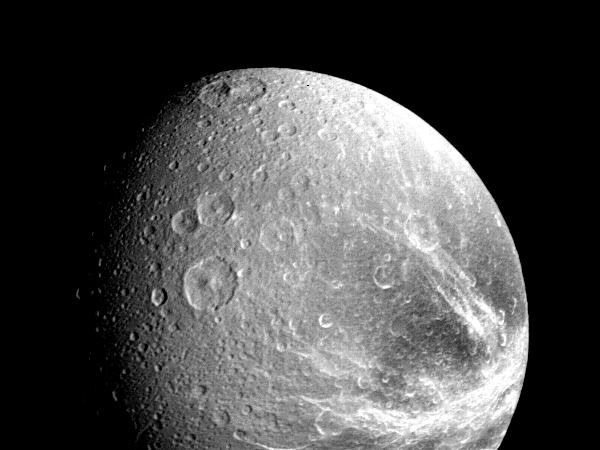
보이저 1호가 240,000 km 거리에서 촬영한 디오네의 모습. 후반구(궤도 방향의 반대 반구)에 거대한 얼음절벽인 "위스피 평원"이 보인다.
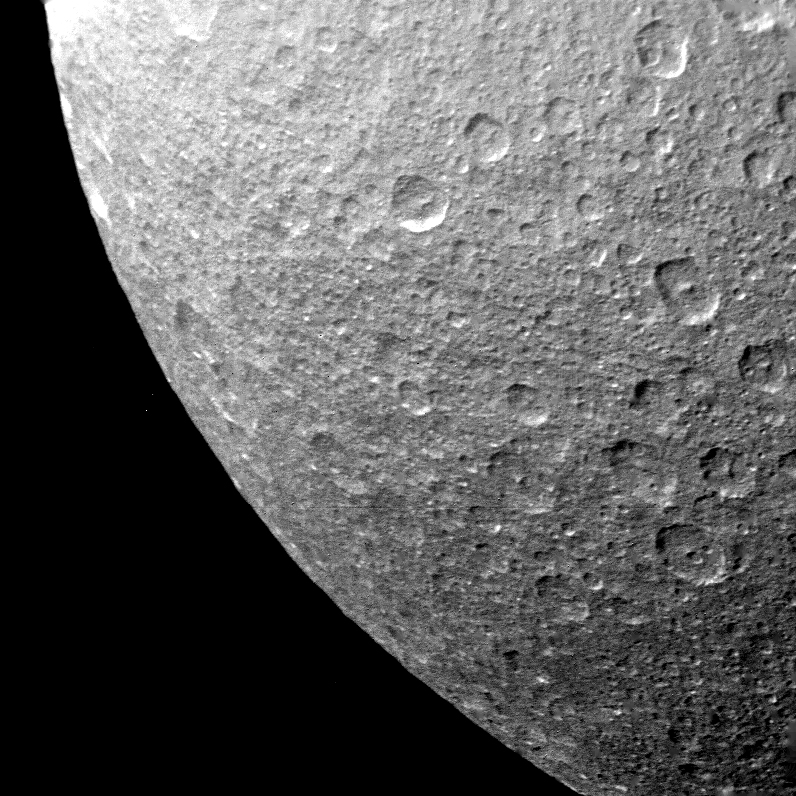
레아 위성의 얼음 표면을 확대한 모습. 표면에 수많은 충돌구가 보인다.
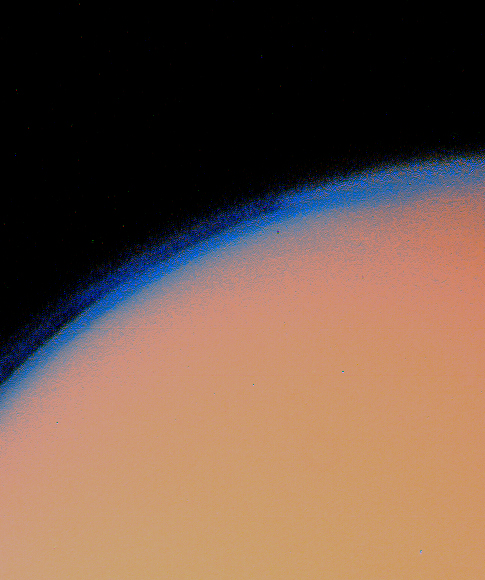
타이탄의 두꺼운 대기층 모습이 보이저 1호가 촬영한 보정 사진으로 보인다.
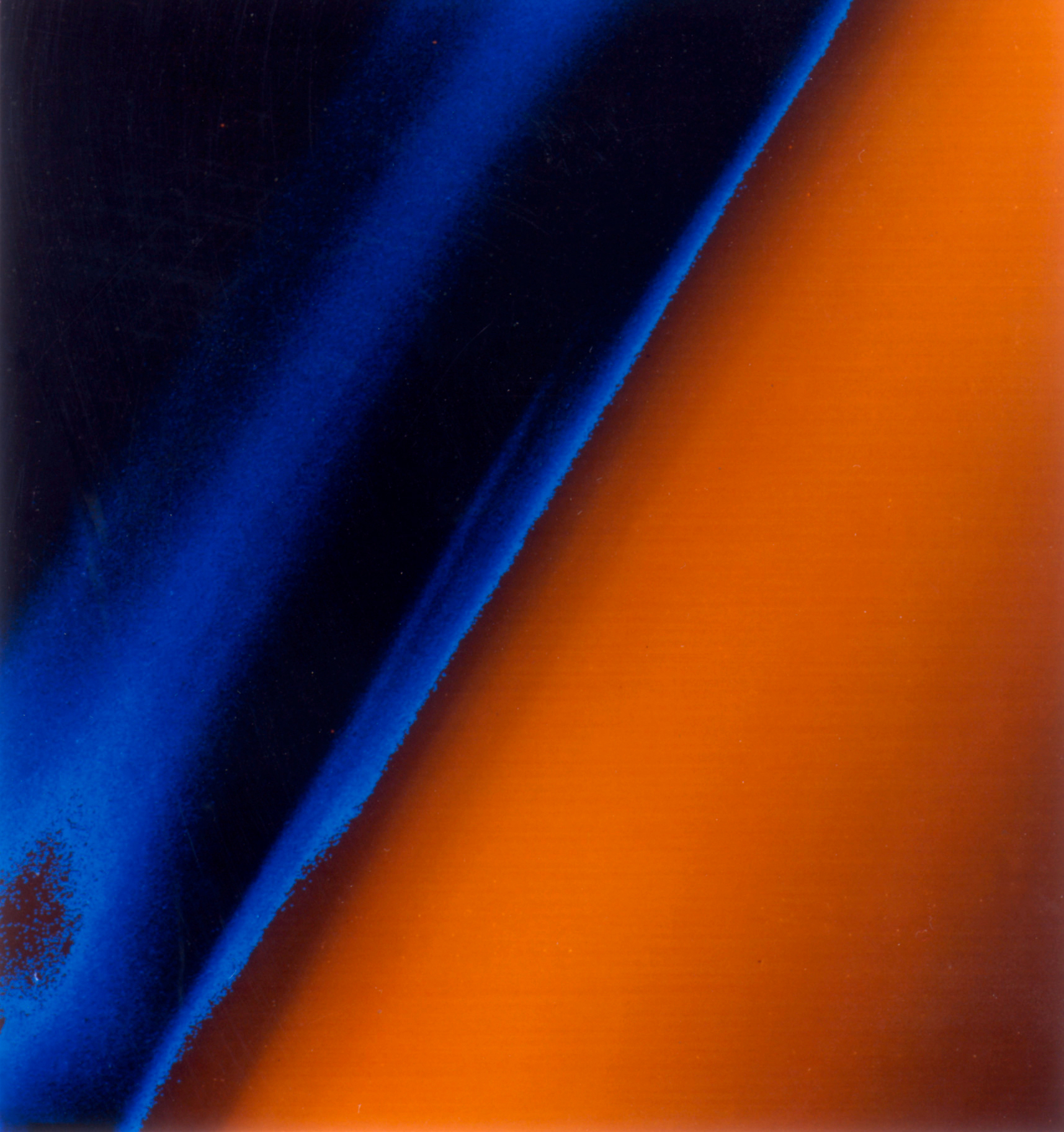
토성의 위성인 타이탄을 덮고 있는 복잡한 유기물인 톨린질 연무층의 모습

## 태양권 탈출 과정

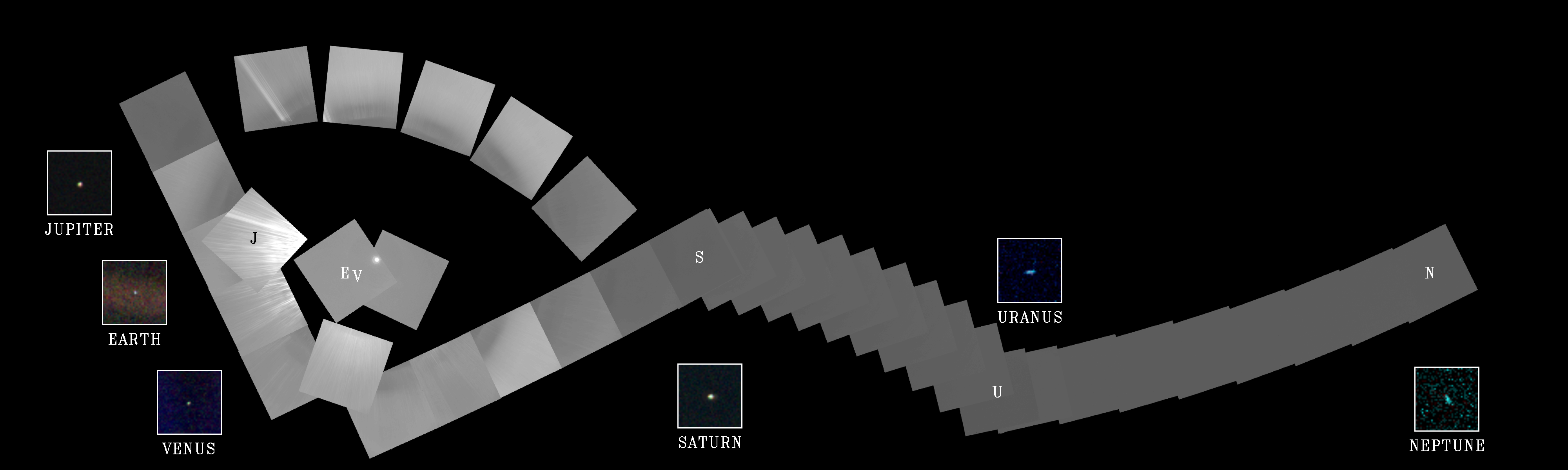
보이저 1호가 촬영한 태양계의 각 행성을 모은 〈가족 사진〉의 모습 (1990년 2월 14일 촬영)

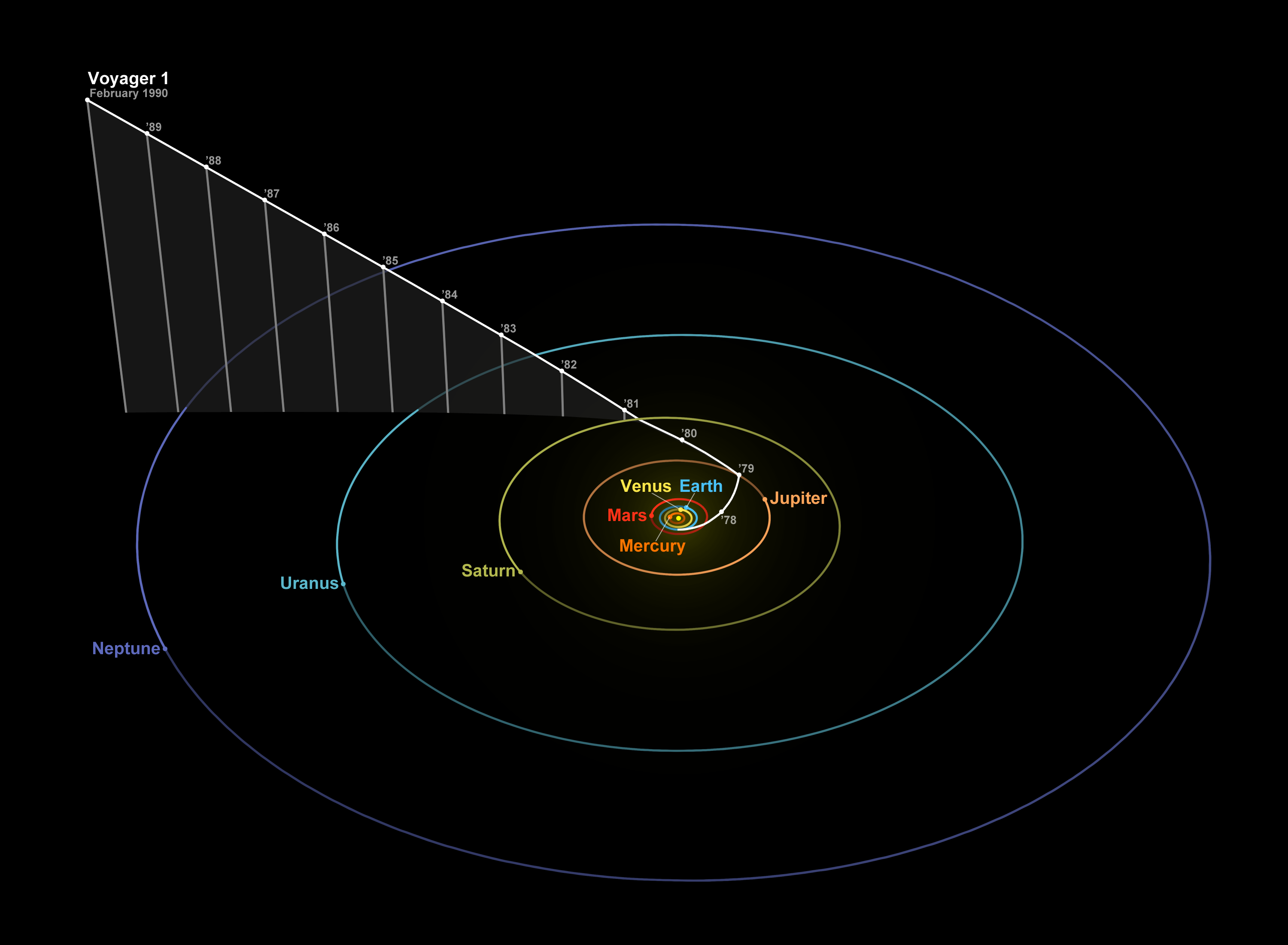
1990년 2월 14일 가족 사진이 촬영된 날 황도면을 기준으로 한 보이저 1호의 위치 지도

태양 기준 보이저 1호와 2호의 거리와 속도 모습

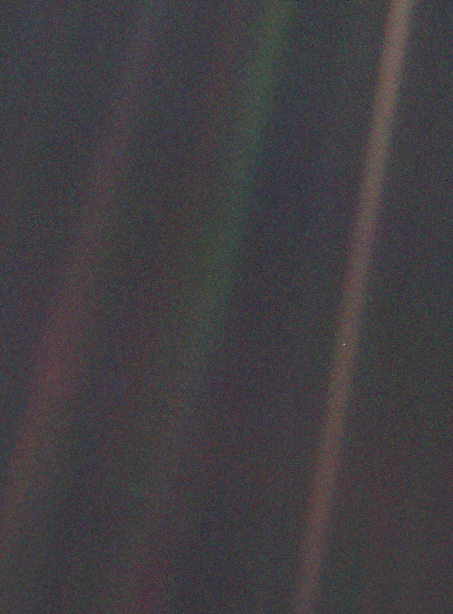
지구로부터 약 60억 km 떨어진 곳에서 촬영한 〈창백한 푸른 점〉 사진의 모습. 사진에서 가운데 매우 작은 점(광선의 오른쪽 중간 쯤에 있는 푸르스름한 휜 반점)이 지구이다.

1990년 2월 14일 보이저 1호는 태양계 외부에서 촬영한 첫 사진인 태양계의 〈가족 사진〉을 촬영했고, 이 사진에서 〈창백한 푸른 점〉으로 알려진 지구 사진도 같이 찍었다. 곧이어 다른 장비로 가는 에너지와 컴퓨터 자원을 절약하기 위해 카메라 기능을 비활성화했다. 우주선 내 컴퓨터에서 카메라 관련 소프트웨어를 완전히 제거했기 때문에 카메라를 다시 키기 위해선 매우 복잡한 작업이 필요해졌다. 지구 측에서의 소프트웨어와 사진을 읽을 수 있는 컴퓨터도 더 이상 사용할 수 없다.
1998년 2월 17일 보이저 1호가 태양으로부터 69 천문단위 (10.3×109 km) 떨어진 지점에 도달하며 파이어니어 10호를 제치고 지구에서 가장 멀리 떨어진 우주선으로 기록되었다. 현재는 17 km/s 속도로 이동하고 있으며 인간이 만든 모든 우주선 중에서 가장 빠른 태양 중심 후퇴 속도를 가지고 있다.
보이저 1호가 성간공간으로 향하면서 보이저 내 기기들이 태양계를 연구했다. 제트추진연구소 연구진은 보이저 1호와 2호의 플라스마파 실험을 통해 태양풍이 성간매질로 변환되는 태양권계면을 발견했다. 2025년 기준 보이저 1호는 태양을 기준으로 61,197 km/h의 상대속도로 움직이고 있다. 현재 탐사선이 유지하고 있는 속도로 보이저 1호는 1년에 약 5억 2,300만 km, 즉 18,000년에 약 1광년 거리를 이동한다.

### 말단충격

보이저 탐사선 2기가 가스 거대 행성의 스윙바이를 통해 비행하는 모습

존스 홉킨스 대학교 응용물리연구소 과학자는 보이저 1호가 2003년 2월 말단충격에 진입했다고 발표했다. 말단충격이란 태양풍이 아음속으로 느려지는 지점을 가리킨다. 하지만 일부 타 연구진은 발표에 의문을 표하며 2003년 11월 6일자 《네이처》 지에 이 문제를 논의했다. 이 문제는 1990년 보이저 1호의 태양풍 감지기가 작동을 중지한 후 다른 데이터가 제공될 때까지 해결되지 않았다. 태양풍 감지기의 고장으로 보이저 호에 탑재된 다른 기기에서 온 데이터를 통해서만 말단충격의 감지를 추론해야 했다.
2005년 5월 NASA의 보도자료에 따르면 보이저 1호가 당시 태양권덮개에 있었다는데 의견이 일치했다고 발표했다. 2005년 5월 25일 뉴올리언스에서 열린 미국지구물리연합 회의에서 에드워드 C. 스톤은 보이저 1호가 2004년 말에 말단충격을 넘어갔다는 근거를 제시했다. 이 사건은 2004년 12월 15일 태양으로부터 94 천문단위 (14.1×109 km) 떨어진 곳에서 관측했다고 추정된다.

### 태양권덮개
2006년 3월 31일 독일 AMSAT의 아마추어 라디오 운영자가 보훔의 20 m 접시를 사용하여 장거리 통합 기술을 이용해 보이저 1호로부터 전파를 추적하고 수신했다. 이를 통해 수신한 데이터는 스페인 마드리드에 있는 심우주 통신망의 데이터와 비교해 확인했다. 보이저 1호를 아마추어가 추적한 것은 이 때가 처음이다.
2010년 12월 13일 저에너지 하전 입자 기기로 측정한 결과 보이저 1호가 태양풍의 반경 방향에서 바깥쪽 방향으로 흐르는 흐름에 도달했음을 확인했다. 태양풍이 이 거리에선 태양권에서 밀어내는 강한 성간 바람 때문에 옆으로 돈다고 추정된다. 2010년 6월부터 태양풍 감지는 지속적으로 0인 상태로 내려가면서 태양풍의 영향에 벗어났다는 결정적인 증거가 되었다. 이 날 탐사선은 태양으로부터 116 천문단위 (17.4×109 km) 떨어진 위치에 있었다.
보이저 1호는 발사 약 33년 6개월 후인 2011년 3월 현재 있는 우주 공간에서 태양풍의 측면 운동을 측정하기 위해 이동 방향을 변경하라는 명령을 받았다. 2월에 실시된 시험 운행에선 탐사선의 기동 능력과 방향 전환 능력이 있음을 확인했다. 우주선의 경로는 바꾸지 않았다. 태양풍을 감지하기 위해 탐사선은 지구를 기준으로 시계 반대 방향으로 70도 회전했다. 1990년 가족 사진의 촬영 이후 탐사선이 대규모로 기동한 것은 이 때가 처음이다. 첫 회전 이후 탐사선은 보이저 1호의 길잡이성인 센타우루스자리 알파로 방향을 바꾸는 데 아무런 문제가 없었고 지구로 데이터 전송을 재개했다. 보이저 1호는 "언제든지" 성간공간에 진입할 수 있다고 여겨졌다. 보이저 2호는 이 당시에도 태양풍 외부 흐름을 감지했지만 향후 몇 달 혹은 수 년 이내로 보이저 1호와 같은 상황을 겪게 될 것으로 추정했다.
탐사선은 고도 12.44°, 방위각은 우수향 17.163시 방향에 있었으며 당시 황도는 34.9°(황도는 천천히 변화함)를 기준으로 2011년 5월 21일에는 지구에서 바라볼 때 땅꾼자리 방향에 있었다.
2011년 12월 1일에는 보이저 1호가 우리 은하에서 방출한 최초의 라이먼-알파 방사선을 관측했다고 발표했다. 라이먼-알파 방사선은 이전에는 다른 은하에서 온 것은 관측했지만 태양의 간섭 때문에 우리 은하의 은하수로부터 온 방사선은 검출되지 않았다.
2011년 12월 5일 NASA는 보이저 1호가 "우주 연옥"이라 부르는 새로운 지역에 진입했다고 발표했다. 이 지역은 정체된 영역으로 태양에서 유입된 하전 입자들이 천천히 안쪽으로 방향을 틀며, 성간공간이 압력을 가하는 것처럼 보이며 태양 자기장이 두 배로 증가하는 곳이다. 여기서 태양계에서 발생한 에너지를 가진 입자는 거의 절반으로 감소하며, 외부에서 들어온 고에너지 입자는 100배 이상 증가한다. 정체지역의 내부 끄트머리는 태양으로부터 약 113 AU 떨어져 있다.

### 태양권계면
NASA는 2012년 6월 보이저 1호 탐사선이 태양권계면에 도착했다고 볼 수 있는 환경 변화를 감지하고 있다고 발표했다. 보이저 1호는 성간공간에서 오는 하전 입자의 검출이 매우 늘었다고 보고했는데 이는 태양에서 태양풍으로 오는 태양권 입자에 막혀 오지 못한다. 즉 탐사선은 태양계 가장자리에 있는 성간매질 공간에 진입하기 시작했다.
보이저 1호는 2012년 8월 태양으로부터 121 천문단위 (18.1×109 km) 떨어진 지점으로 태양권을 벗어난 최초의 탐사선으로 기록되었으나 이를 공식적으로 확인하는 데 1년이 소요되었다.
2012년 9월 기준 보이저 1호는 태양으로부터 121 AU 떨어진 지점에 있으며 빛이 도달하는데 16.89시간이 걸린다. 탐사선에서 태양의 겉보기등급은 −16.3등급(보름달보다 약 30배 더 밝음)이다. 탐사선은 태양을 기준으로 17.043 km/s의 상대속도로 비행하고 있다. 이 속도로 1광년을 여행하러면 약 17,565년이 걸린다. 비교를 위해 태양에서 가장 가까운 다른 별인 센타우루스자리 프록시마는 약 4.2광년(2.65×105 AU) 떨어져 있다. 탐사선이 같은 속도로 이 별 방향으로 비행한다면 도착까지 약 73,775년이 걸린다.
2012년 말 연구진은 탐사선의 입자 데이터를 통해 탐사선이 태양권계면을 통과했다고 발표했다. 탐사선의 측정 결과 태양계 너머의 초신성 폭발에서 나온 우주선으로 추정되는 70 eV 이상의 고에너지 입자와의 충돌이 5월 이후 꾸준히 증가했으며 8월 말에는 그 수가 급격히 증가했음을 확인했다. 동시에 8월 말에는 태양으로부터 나왔다고 추정되는 저에너지 입자와의 충돌이 급격히 감소했다.
존스 홉킨스 대학의 우주과학자이자 우주선에 탑재된 저에너지 하전 입자 기기의 수석 연구원인 에드 로엘로프는 "보이저 1호와 관련된 대부분의 과학자는 (이 두가지 기준이) 충분히 충족되었다는 데에 동의할 것"이라고 말했다. 하지만 보이저 1호가 경계를 넘었다고 공식적으로 선언하는 마지막 기준인 자기장 방향의 예상 변화(태양에서 성간공간 너머로의 변화)가 관측되지 않았고(자기장 방향이 약 2도만 바뀜), 일부 연구진은 이 관측 결과가 태양권 가장자리의 특성을 그동안 잘못 이해하고 있었다고 지적한다.
2012년 12월 3일 캘리포니아 공과대학교의 보이저 계획 과학자인 에드 스톤은 "보이저가 그동안 인간이 미처 몰랐던 태양권의 새로운 영역을 발견했다. 아직 그 안에 있는 것 같다. 하지만 이제 자기장이 외부와 연결되어 있다. 마치 입자가 드나드는 고속도로 같다."고 말했다. 이 지역의 자기장은 보이저 1호가 말단충격 전에 만났던 것보다 10배 이상 강력하다. 우주선이 태양계를 완전히 벗어나 성간 공간으로 진입하기 전 마지막 장벽이 될 것으로 예상했다.

## 성간매질 발견

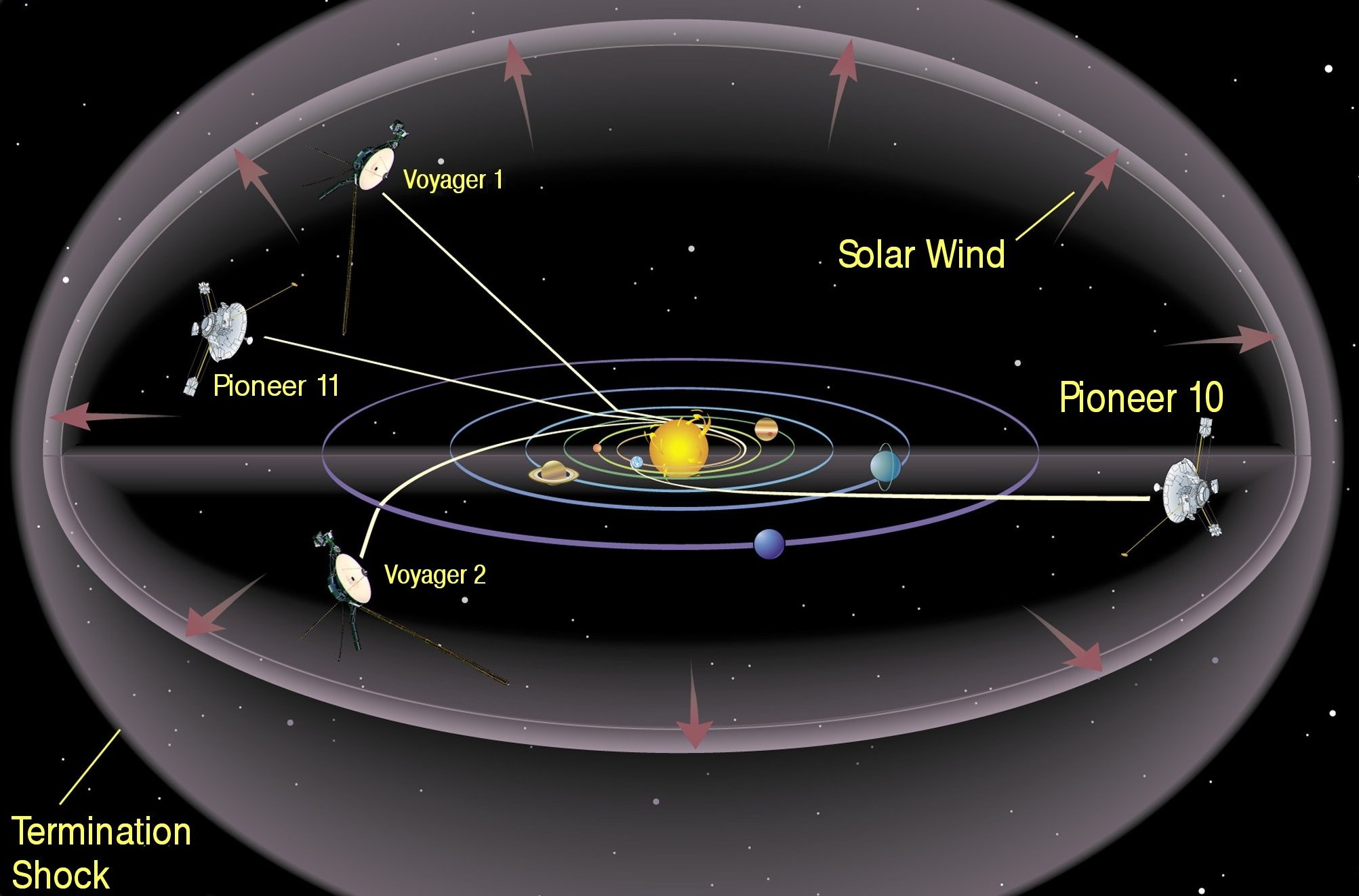
뉴 허라이즌스를 제외한 보이저 1호와 기타 탐사선의 태양계로부터의 위치를 그린 그림

2013년 3월, 보이저 1호가 2012년 8월 25일부터 플라스마 환경이 큰 변화를 함을 감지하여 성간 공간에 진입한 최초의 우주선이 될 수 있다는 발표가 나왔다. 하지만 2013년 9월 12일까지만 해도 보이저 1호가 진입한 영역이 성간 공간인지, 태양계 내 미지의 지역인지에 대해 의문이 있었다. 하지만 이후 공식적으로 성간 공간으로 진입함이 밝혀졌다.
2013년 기준 보이저 1호는 1년에 3.6 천문단위 (540×106 km), 61,602 km/h의 속도로 1시간에 지구 직경(12,742 km)의 4.83배를 움직이며 태양계를 탈출하고 있으며, 보이저 2호는 그보다 느린 1년에 3.3 천문단위 (490×106 km) 속도로 태양계를 탈출하고 있다. 매년 보이저 1호는 보이저 2호에 비해 더 앞서나가고 있다.
보이저 1호는 2016년 5월 18일 태양으로부터 135 천문단위 (20.2×109 km) 떨어진 지점에 도달했다. 2017년 9월 5일엔 태양으로부터 139.64 천문단위 (20.890×109 km) 떨어진 지점으로 태양으로부터 거의 19광시 걸리는 길이까지 멀어졌으며 보이저 2호는 태양으로부터 115.32 천문단위 (17.252×109 km) 떨어진 지점에 도달했다.
보이저 탐사선의 각 진행 상황은 NASA 웹사이트에서 확인할 수 있다.

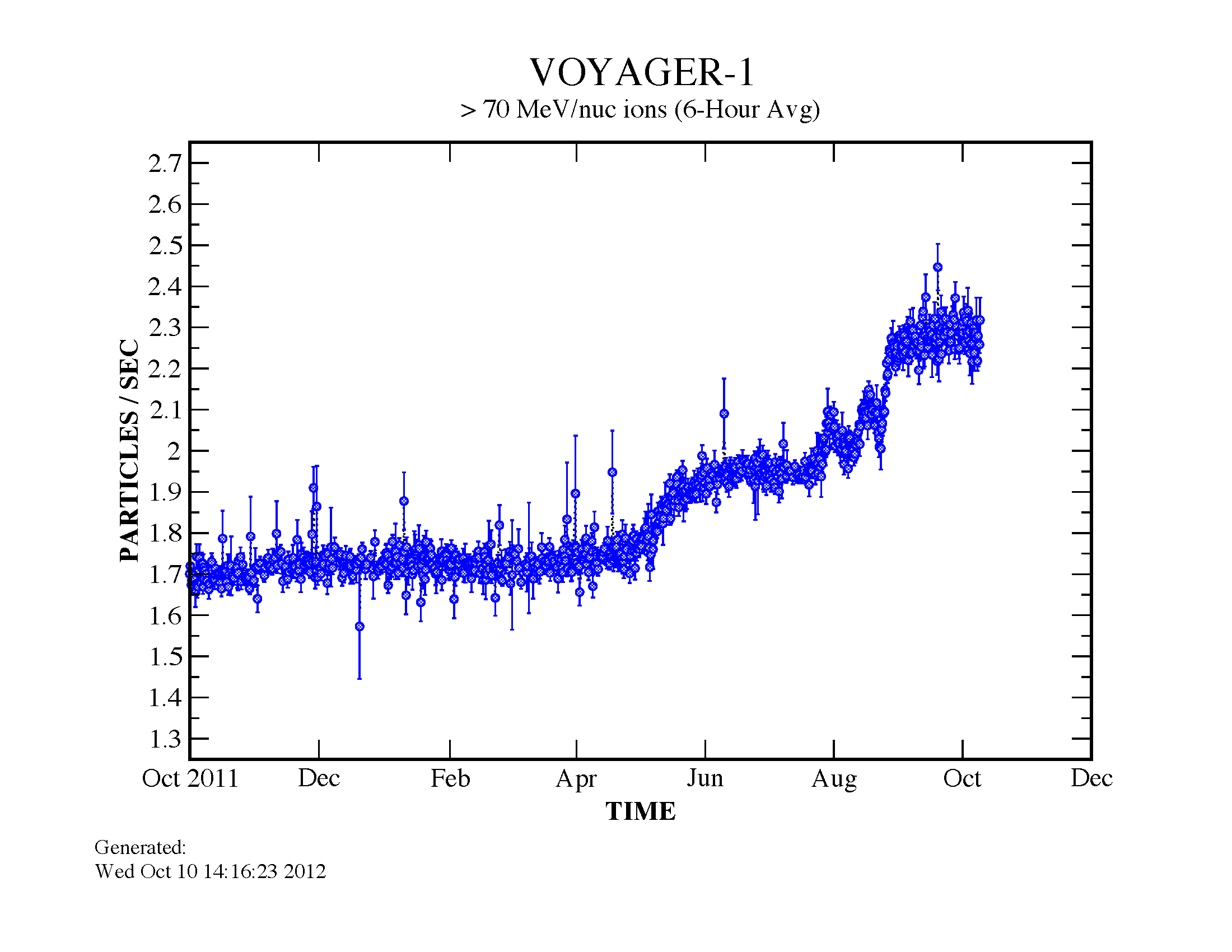
보이저 1호의 우주선 입자의 감지율이 매우 늘어나는 모습(2011년 10월~2012년 10월 기간)
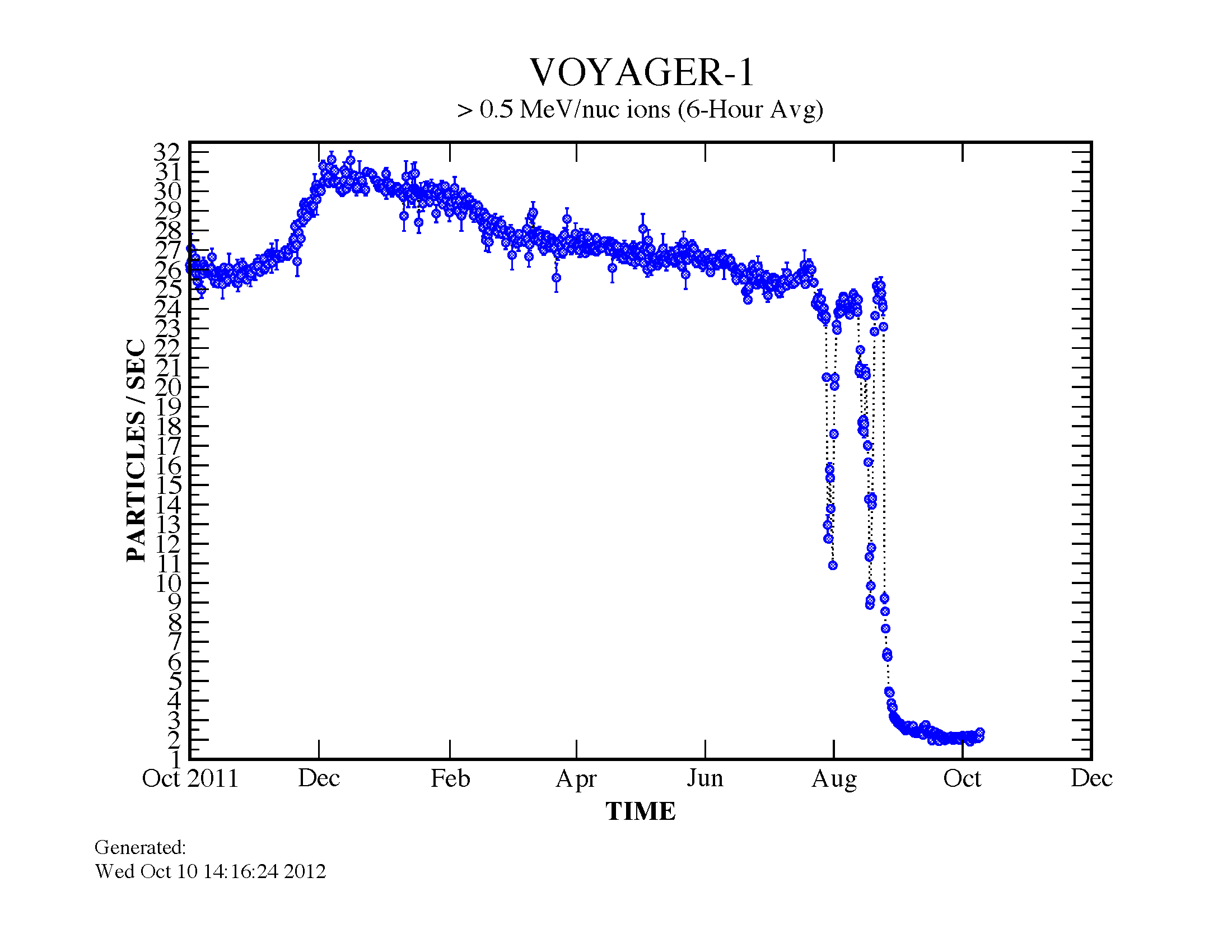
보이저 1호의 태양풍 입자 감지율이 급격하게 감소하는 모습(2011년 10월~2012년 10월 기간)

2013년 9월 12일 NASA는 보이저 1호가 이전에 관측한 바와 마찬가지로 2012년 8월에 성간매질 공간에 도달했다고 발표했다. 보통 인정되는 도달 날짜는 2012년 8월 25일(발사 35년까지 약 10일 전)으로, 에너지 입자 밀도의 지속적인 변화가 처음으로 감지된 날이다. 이 시점까지 대부분의 우주과학자는 자기장 방향의 변화가 태양권계면을 건너는 데 필수적인 사항이라는 것을 포기했다. 새로운 태양권계면 모델에 따르면 이런 자기장 변화가 나타나지 않을 것이라 예측했다.
많은 과학자가 태양권계면을 넘었다고 설득한 핵심적인 발견은 2013년 4월 9일부터 관측된 플라스마 진동을 기반으로 전자 밀도가 90배나 늘어났다는 간접적인 측정 결과였는데 이는 이는 2012년 3월에 발생한 태양 폭발로 촉발되었다고 추정된다(전자 밀도는 태양권계면 외부가 내부보다 두 배 정도 높을 것이라 예상했다). 2012년 10월과 11월에는 더 약한 진동 데이터가 수신되며 추가적인 자료를 얻었다. 보이저 1호의 플라스마 분광기는 1980년대 작동을 멈췄기 때문에 간접적인 측정이 필요했다. 2013년 9월 NASA는 성간 공간에서 처음으로 측정한 플라스마파의 오디오 트랜스듀서 기록을 공개했다.
보이저 1호가 태양계를 떠남과 동시에 태양권계면을 탈출한 것처럼 이야기되지만, 두 가지가 같은 의미는 아니다. 태양계는 일반적으로 태양을 공전하는 천체로 이루어진 광대한 우주 영역으로 정의된다. 현재 탐사선은 90377 세드나와의 원일점과 거리의 1/7 정도만 왔으며, 태양계의 가장 바깥쪽 영역으로 간주하는 장주기 혜성의 원천인 오르트 구름에는 아직 진입도 하지 못했다.
2020년 10월 천문학자는 보이저 1호와 2호 탐사선이 감지한 태양계 밖 우주에서 예상치 못한 밀도 증가를 발견했다고 발표했다. 연구진에 따르면 이는 "밀도구배가 일반적인 태양권 끄트머리의 방향에서 대규모의 VLISM(극국지성 성간매질)을 보인다"고 말했다.
2021년 5월 NASA는 처음으로 성간물질의 물질 밀도를 지속적으로 측정해 성간 소리를 관측했다고 발표했다.

## 통신 문제
2022년 5월 NASA는 보이저 1호가 '이상하고' '특이한' 원격 측정 데이터를 심우주 통신망으로 보내기 시작했다고 발표했다. 탐사선의 작동 상태는 변하지 않았지만 자세 및 각도 제어 하위체계(AACS)에서 문제가 비롯된 것으로 확인되었다. NASA의 제트추진연구소는 2022년 5월 18일 AACS가 작동하지만 잘못된 데이터를 전송하고 있다는 성명을 발표했다. 이 문제는 결국 수 년간 작동하지 않았던 컴퓨터를 통해 원격 측정값을 전송한 AACS가 데이터 손상을 일으킨 것으로 추적되었다. 2022년 8월 NASA는 AACS에 다른 컴퓨터를 사용하라는 명령을 전송해 문제를 해결했다. 초기에 갑자기 사용 컴퓨터가 바뀐 원인을 추적중이지만 엔지니어단은 AACS가 다른 내장 컴퓨터에서 잘못된 명령을 받았을 것이란 가설을 세웠다.
2023년 11월 14일부턴 보이저 1호가 읽을 수 없는 신호를 전달하기 시작했다. 2023년 12월 12일 NASA는 보이저 1호의 비행 데이터 하위체계(FDS)의 원격 측정 조정 장치를 사용할 수 없어 과학 데이터를 전송할 수 없는 상태라고 발표했다. 2024년 3월 24일 NASA는 탐사선으로부터 수신된 데이터를 해석하는데 상당한 진전을 보였다고 발표했다. 엔지니어는 2024년 4월 고장이 단순히 고에너지 입자에 부딪히거나 노화로 인해 마모된 것으로 추정되는 3가지 내장 컴퓨터 체계 중 하나인 비행 데이터 하위체계의 메모리 뱅크에서 오류가 발생했을 것이라 추정했다. FDS가 원격 측정 조정 장치(TMU)와 제대로 통신하지 못해 장치는 시스템이 교착 상태임을 알리는 0과 1의 반복만을 전송하기 시작했다. FDS를 재부팅한 후에도 문제는 해결되지 않았다. 탐사선은 여전히 지구로부터 명령을 받았으며 계속 작동 중을 알리는 반향파 신호를 보냈다. 또한 톤 조정을 변경하라는 명령도 전송하는데 성공해 탐사선이 계속 응답하고 있음을 확인했다. 보이저 팀은 해결책을 개발하기 시작해 4월 20일에는 문제가 있는 FDS 메모리 칩에서 코드를 재배치해 상태와 상황에 대한 통신을 복원했으며, 메모리 칩 중 약 3%는 복구 불가능할 정도로 손상되었음을 확인했다. 메모리가 손상되어 코드를 재배치해야 했지만 256비트를 추가로 넣을 공간이 없었고 탐사선 내 탑재된 총 메모리는 69.63 kB에 불과했다. 이를 해결하기 위해 엔지니어는 현재 전송 속도로는 사용할 수 없는 목성에서 데이터를 전송하는데 사용되는 코드와 같이 사용하지 않는 코드를 삭제했다. 또한 "이상을 보인 기간"의 데이터를 전부 삭제했다. 5월 22일 NASA는 보이저 1호의 4개 장비 중 2개 장비에서 정상적인 값을 보내기 시작했으며, 나머지 장비에 대해서도 작업을 진행 중이라고 말했다.. 6월 13일 NASA는 탐사선이 4개 장비 모두에서 정상적인 값을 보내기 시작했다고 발표했다.
2024년 10월 탐사선은 DSN과의 통신에 사용하던 X 밴드 무선 송신기를 꺼버렸다. 이는 10월 16일 NASA가 히터 중 하나를 켠 후 활성화된 탐사선의 고장 보호 시스템 때문에 일어났다. 고장 보호 시스템은 전송 속도를 낮췄지만 공학자는 신호를 찾아냈다. 10월 19일에는 전송이 중단되었고 고장 보호 시스템이 다시 한 번 작동해 1981년 이후 사용하지 않던 S 밴드 송신으로 전환되었다. NASA는 이후 X 밴드 송신기를 다시 킨 후 11월 중순부터 데이터 수집을 재개했다고 발표했다.

## 미래 탐사
| 탐사선          | 속도 ({\displaystyle v_{\infty }}) |
| --------------- | ---------------------------------- |
| 파이어니어 10호 | 11.8 km/s (2.49 au/년)             |
| 파이어니어 11호 | 11.1 km/s (2.34 au/년)             |
| 보이저 1호      | 16.9 km/s (3.57 au/년)             |
| 보이저 2호      | 15.2 km/s (3.21 au/년)             |
| 뉴 허라이즌스   | 12.6 km/s (2.66 au/년)             |

### 남은 수명

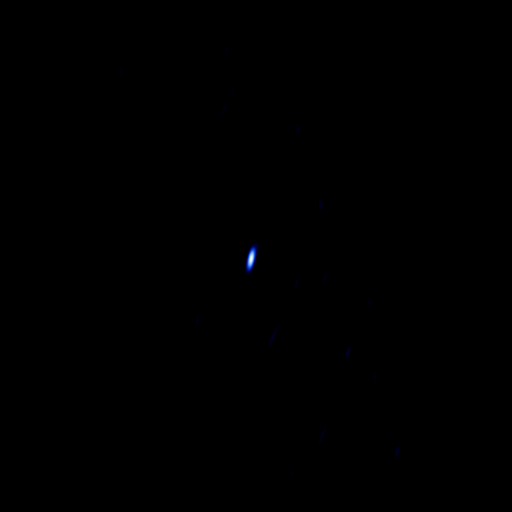
2013년 2월 21일 촬영한 보이저 1호의 무선 신호 사진

2017년 12월 NASA는 1980년대 이후 처음으로 보이저 1호의 궤도 수정 기동(TCM) 추진기 4대를 모두 성공적으로 작동시켰다. 탐사선의 안테나가 지구를 향하기 위해 성능이 저하된 제트 엔진 대신 TCM을 사용했다. TCM 추진기를 사용해 보이저 1호는 NASA에 데이터를 2~3년 더 전송할 수 있다.
사용 가능한 전력이 점점 감소하면서 보이저 팀은 어떤 기기를 계속 켜두고, 어떤 기기를 끌지 우선순위를 정해야 했다. 히터 및 기타 탐사선 체계는 전원 관리를 위해 하나씩 껐다. 태양권과 성간 공간에 대한 중요 데이터를 줄 가능성이 가장 높은 장과 입자 관련 기기는 계속 작동시킨다는 우선순위가 정해졌다. 팀은 탐사선이 최소한 2025년까지 1개 이상의 과학 기기를 계속 작동시킬 수 있다고 추정하고 있다.
| 연도        | 사용 가능한 전력 제한으로 인한 특정 기기 종료 |
| ----------- | --- |
| 1998년      | 자외선 분광계(UVS)가 비활성화됨 |
| 2007년      | 플라스마 분광계(PLS)가 비활성화됨 |
| 2008년      | 행성 전파 천문 조사 체계(PRA)가 비활성화됨 |
| 2016년      | 스캔 플랫폼 및 자외선 분광계(UVS)가 비활성화됨 |
| 미상        | 과학 연구 기기의 비활성화 시작(2010년 10월 18일 기준 순서는 미정이나 저에너지 하전 입자 기기, 우주선 체계, 자기계, 플라스마파 하위 체계는 여전히 작동 중으로 예상)     |
| 미상        | 디지털 테이프 레코더(DTR)가 작동을 종료함(70 m/34 m 안테나 어레이를 사용해 1.4 kbit/s의 데이터만 계속 송신할 수 있음. 이는 DTR이 데이터를 읽을 수 있는 최저 속도이다.) |
| 미상        | 자이로스코프의 작동 종료(2017년 이전으로 예상되나 자이로스코프를 계속 작동시키기 위해 예비 추진기가 작동 중)                                                           |
| 2025~2036년 | 단 하나의 기기에도 전원을 공급할 수 없을 정도로 전력이 고갈된다. 2036년 이후에는 두 탐사선 모두 심우주 통신망의 통신 범위를 벗어난다.                                  |

### 방향 추진기에 대한 우려
우주선의 자세를 제어하고 고이득 안테나를 지구 방향으로 향하게 하는데 중요한 일부 우주선 추진기는 하이드라진 관의 막힘 문제로 사용이 중단되었다. JPL의 보이저 계획 팀장인 수잔 도드(Suzanne Dodd)는 《아르스 테크니카》와의 인터뷰에서 이 탐사선은 더 이상 추진기 예비 체계가 없으며 "탑재된 모든 것이 한 가지로만 남아 있다"고 말했다. 이에 따라 NASA는 하이드라진 관이 막히는 속도를 줄이기 위해 우주선 내 컴퓨터 소프트웨어를 수정하기로 결정했다. NASA는 수정한 소프트웨어 코드를 지구와 더 가까운 보이저 2호에 먼저 보낸 후 보이저 1호에도 배포하기로 결정했다.
2024년 9월 NASA는 "추진기 교체"를 수행해 막힌 추진체들 대신 2018년 이후 사용하지 않던 덜 막힌 추진체로 교체했다.

### 먼 미래

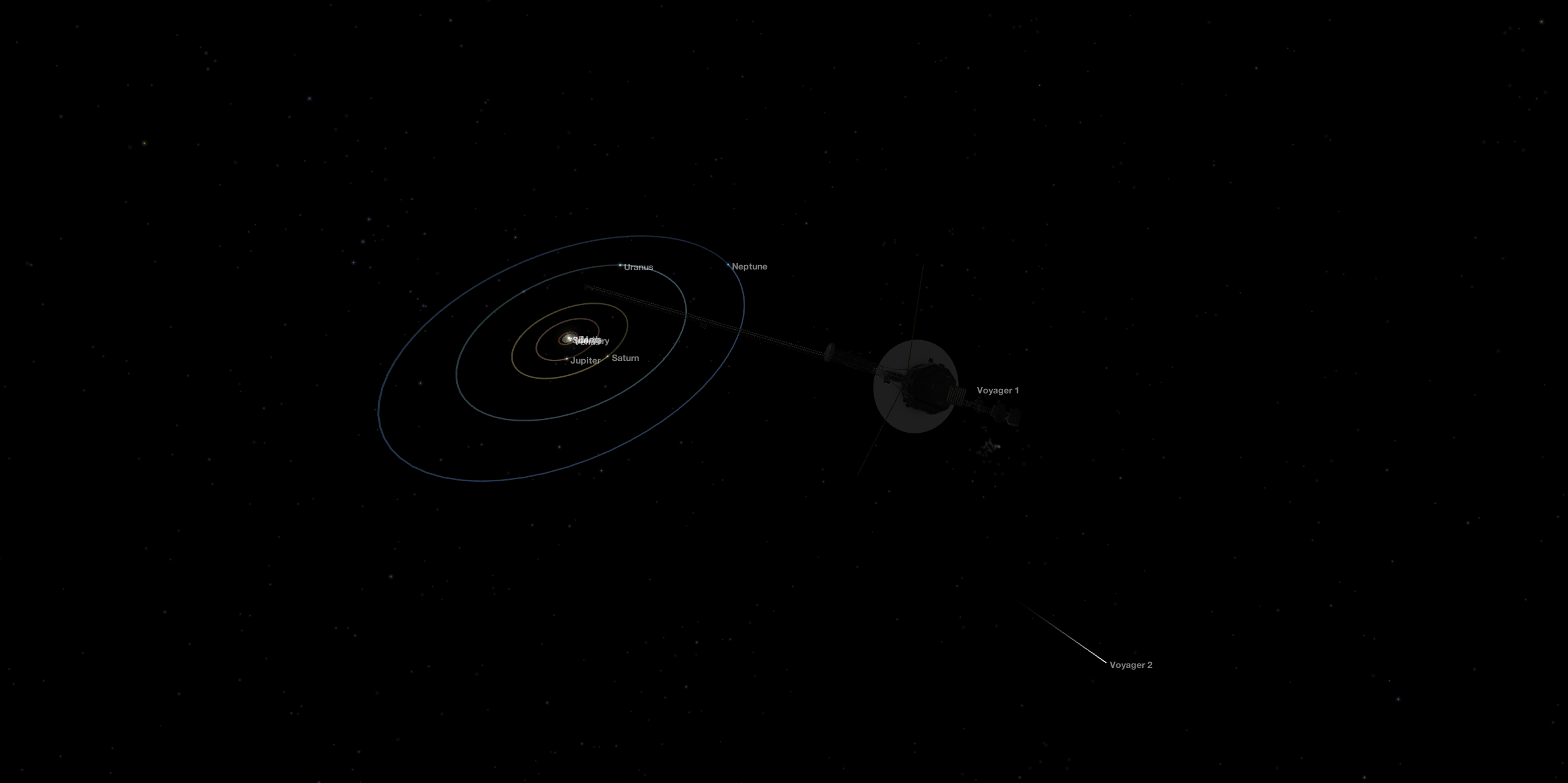
2018년 8월 2일 기준 태양계를 기준으로 한 보이저 1호의 시뮬레이션 뷰 모습
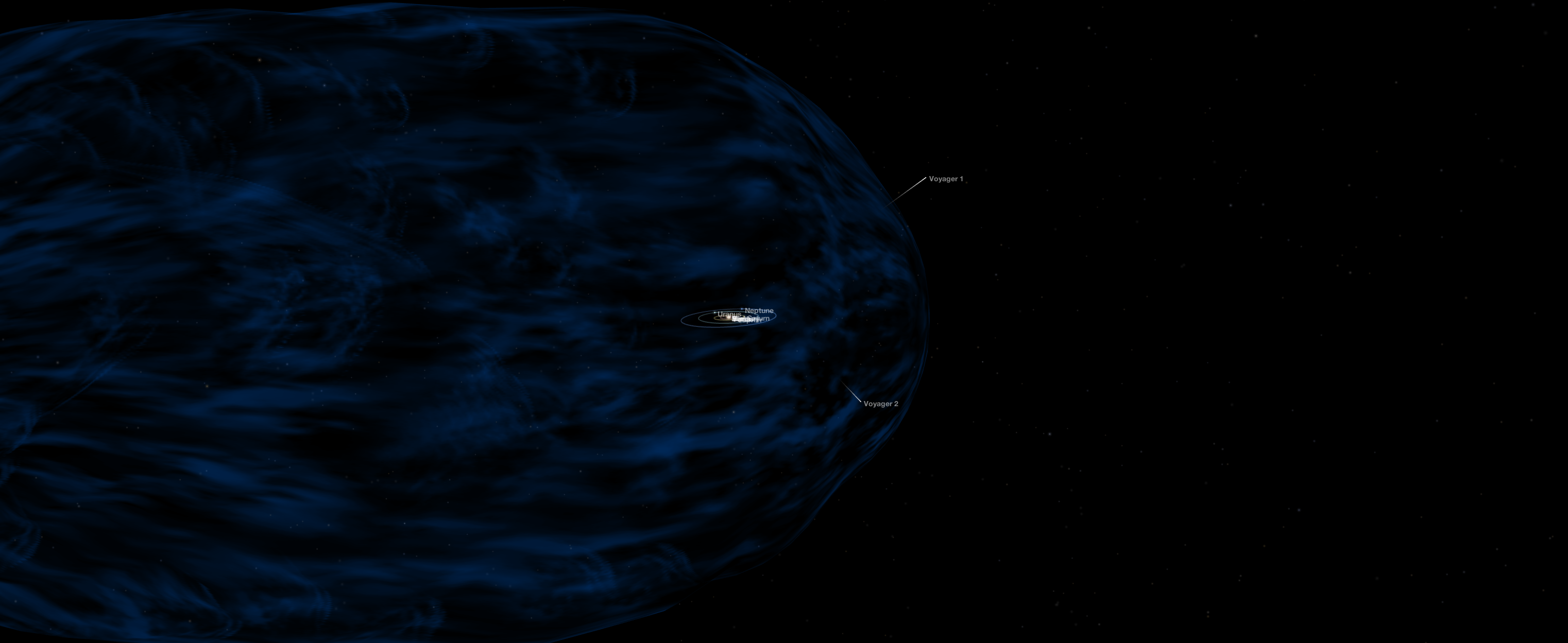
2018년 8월 2일 기준
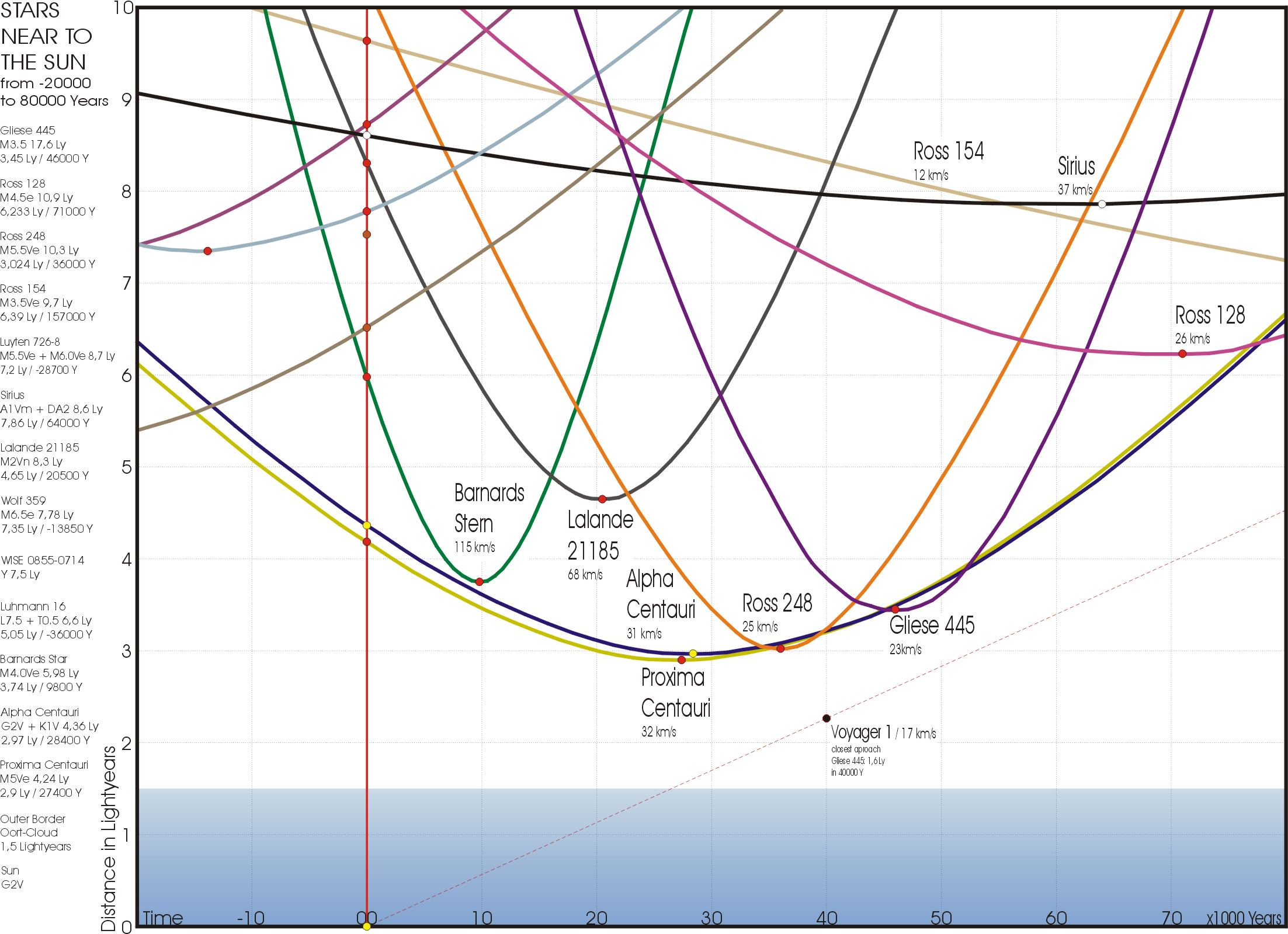
약 5만년 후 보이저 1호와 인근 가까운 항성과의 거리 그래프

보이저 1호가 어떤 것과도 충돌하지 않고 회수되지도 않아 계속 나아간다면 뉴 허라이즌스가 보이저 탐사선보다 더 빠른 속도로 지구에서 발사되었음에도 보이저 호를 따라잡지 못할 것이다. 보이저 탐사선은 태양중심 속도를 높이기 위해 여러 차례의 행성 근접비행을 통해 가속을 받았지만, 뉴 허라이즌스호는 2007년 목성 근접비행을 통해서만 한 번 가속을 받았다. 2025년 기준 뉴 허라이즌스호는 보이저 1호보다 약 4 km/s 느린 13.64 km/s의 속도로 이동하고 있으며, 태양과 더 가까운 뉴 허라이즌스호는 그 속도가 더 빠르게 줄어들고 있다.
약 300년 후 보이저 1호는 이론적인 오르트 구름에 도달하며, 오르트 구름을 통과하는 데는 3만년이 걸릴 것이라 예상된다. 보이저 1호는 특정한 별을 향해 가고 있진 않지만 약 4만년 후에는 현재 기린자리에 있는 글리제 445 항성과 약 1.6광년(0.49파섹) 이내를 지나며, 지구와 17.1광년 거리 떨어진 위치에 있다고 추정된다. 글리제 445는 태양계를 향해 약 119 킬로미터 매 초 (430,000 km/h)의 속도로 이동하고 있다. NASA에서는 보이저 호가 "아마도 영원히 은하수 안을 떠돌 운명"이라고 말했다. 30만년 후에는 M3V 항성인 TYC 3135–52–1과 1광년 이내로 스쳐지나갈 것이다.

## 금제 음반

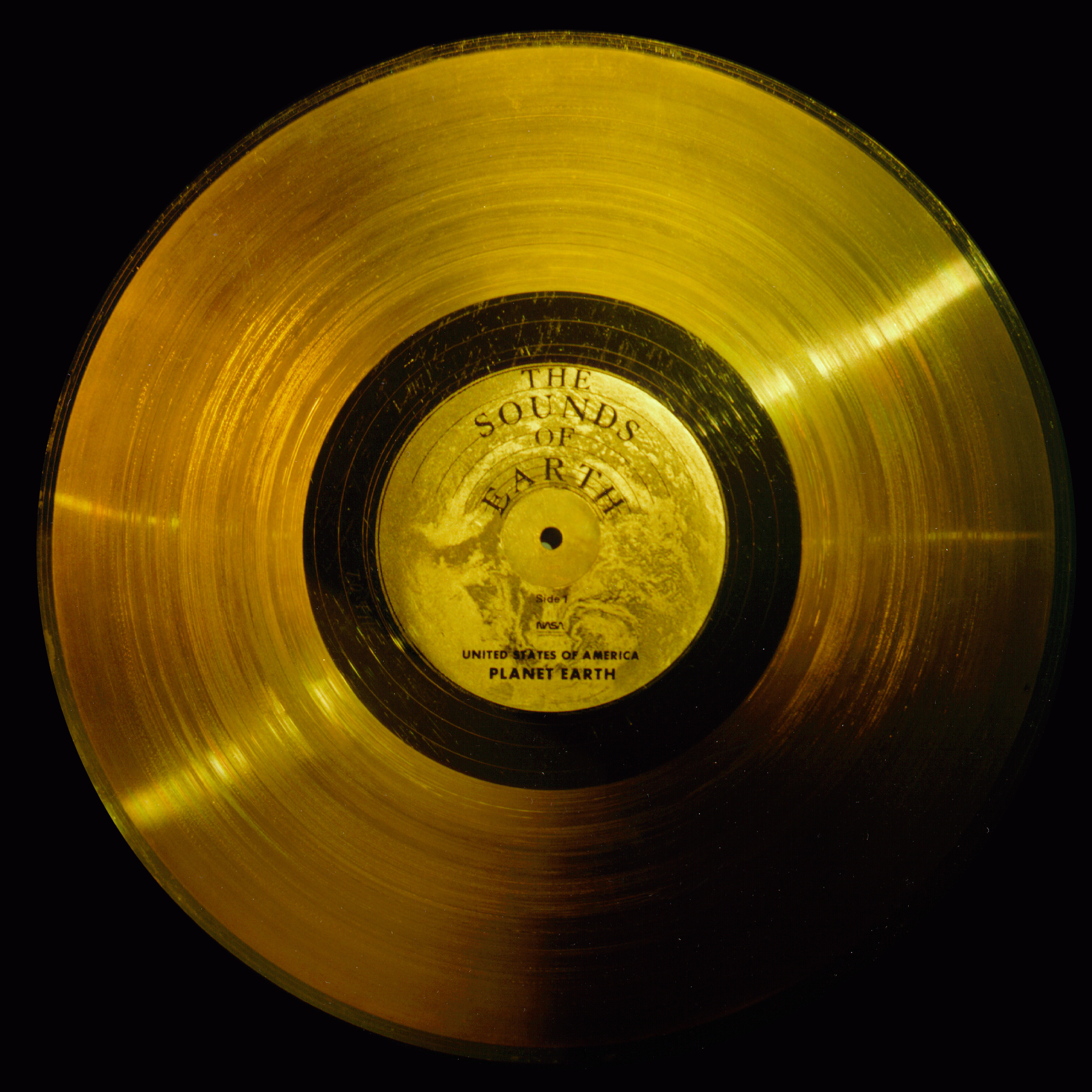
보이저 금제 음반의 모습

두 보이저 탐사선 모두 외계 행성의 다른 외계인이 발견했을 때 지구상의 생명체와 다양한 문화를 보여주기 위해 금도금된 축음기 음반을 탑재했다. 칼 세이건과 티모시 페리스를 포함한 팀 지휘 아래 만들어진 이 음반에는 지구와 그 생명체의 사진, 다양한 과학 정보, 유엔 사무총장(쿠르트 발트하임)과 미국 대통령(지미 카터) 등의 인사말, 고래 소리, 아기 울음소리, 해변의 부서지는 파도 소리와 같은 "지구의 소리", 볼프강 아마데우스 모차르트, 블라인드 윌리 존슨, 척 베리, 발랴 발칸스카 등을 포함한 여러 문화와 시대를 아우르는 음악 모음집 등의 녹음이 포함되어 있다. 동서양 고전 뿐 아니라 전 세계의 토착 음악과 민속 음악 공연도 포함되어 있다.또한 음반 안에는 55개의 언어로 된 여러 언어의 인사말도 있다. 이 프로젝트는 지구상 생명체의 풍요로움을 알려주고 인간의 창의성과 우주를 이어지러는 열망을 보여주기 위해 만들어졌다.

## 같이 보기
- 《더 파데스트》- 2017년 만들어진 보이저 계획에 대한 다큐멘터리 영화
- 성간 탐사선
- 태양계를 벗어난 인조물 목록
- 외행성 임무 목록
- 국부 성간 구름
- 우주 탐사
- 고유 궤도 에너지
- 인공위성 및 우주 탐사선 연표